# Список індійських монархів
У статті подано Список індійських монархів.
До списку увійшли стародавні міфічні правителі та більш пізні династії, що правили у різних частинах індійського субконтиненту.
Від найдавніших часів до 1947 року на території сучасної Індії існувало багато великих і дрібних державних утворень. У VII столітті, за підрахунками Сюаньцзана, в Індії існували сімдесят князівств, правителі яких (раджі і магараджі) воювали між собою. На початку XIII століття було утворено першу велику мусульманську державу в Індії — Делійський султанат. Ще пізніше свою державу утворили Великі Моголи — нащадки Тимура. У 1674—1818 роках значний вплив мала Імперія Маратха, а від 1876 до 1947 року Індія перебувала під владою Великої Британії. 1947 року Індія здобула незалежність, одночасно на її території припинили існувати будь-які монархії. Утім, представники деяких династій дотепер є титулярними раджами (магараджами) земель, якими фактично володіли їхні пращури.

## Маґадгійські династії (бл. 1900 до н.е.— 550 н.е.)

### Династія Бріхадратха (бл. 1700—799 до н.е.)
| - Бріхадратха - Джарасандха - Сахадева - Сомапі (1678—1618 до н. е.) - Срутасравас (1618—1551 до н. е.) - Аютаюс (1551—1515 до н. е.) - Нірамітра (1515—1415 до н. е.) - Суксхатра (1415—1407 до н. е.) | - Бріхаткарман (1407—1384 до н. е.) - Сенаджіт (1384—1361 до н. е.) - Срутанджая (1361—1321 до н. е.) - Віпра (1321—1296 до н. е.) - Сучі (1296—1238 до н. е.) - Ксхемая (1238—1210 до н. е.) - Субрата (1210—1150 до н. е.) - Дхарма (1150—1145 до н. е.) | - Сусума (1145—1107 до н. е.) - Дрідхасена (1107—1059 до н. е.) - Суматі (1059—1026 до н. е.) - Субхала (1026—1004 до н. е.) - Суніта (1004—964 до н. е.) - Сатиаджіт (964—884 до н. е.) - Бісваджіт (884—849 до н. е.) - Ріпунджая (849—799 до н. е.) |

### Династія Прадиота (799—684 до н.е.)
- Прадиота
- Палака
- Вісакхаюпа
- Аджака
- Варттівардхана

### Династія Хар'янта (558—412 до н.е.)
- Бімбісара (558—491 до н. е.), засновник першої Маґадганської імперії
- Аджаташатру (491—461 до н. е.)
- Удайїн
- Анірудха
- Мунд
- Даршака (від 461 до н. е.)
- Нагадасака

### Династія Шайшунага (412—345 до н.е.)
- Шайшунага (412—395 до н. е.), засновник Маґадгійського королівства
- Какаварна (395—367 до н.е)
- Кшемадхарман
- Кшатрауджас
- Нандівардхана
- Маганандін (до 345 до н. е.), імперію завоював його незаконнонароджений син Магападма Нанда

### Династія Нанда (345—321 до н.е.)
Дев'ять представників династії були сучасниками та братами, яких називають Нава Нанда (Дев'ять Нанда). Вони правили у різних частинах Маґадги(сучасний Біхар, індійський штат). Найвпливовішим правителем чотирнадцяти індійських царств того часу був Дхана Нанда.
| - Магападма Нанда (від 345 до н. е.), син Маганандіна, засновник імперії Нанда після завоювання імперії батька - Пандхукананда - Пангхупатінанда - Бхутапалананда - Раштрапалананда | - Говішанакананда - Дашасідкхакананда - Кайвартананда - Дхана Нанда (до 321 до н. е.) - Карвінатха Нанда |

### Маур'ї (321—184 до н.е.)
| Ім'я                       | Роки правління   | Зображення | Коментар |
| -------------------------- | ---------------- | ---------- | --- |
| Чандраґупта Маур'я Великий | 322–298 до н. е. |            | Засновник імперії Маур'їв, яку було створено після падіння імперії Нанда |
| Біндусара                  | 298–273 до н. е. |            | Син попереднього |
| Ашока Великий              | 273–232 до н. е. |            | Син попереднього. Розширив кордони імперії від Кашміру й Непалу до Майсура. Підкорив територію сучасного Афганістану                                                                                   |
| Дашаратха                  | 232–224 до н. е. |            | Онук попереднього. За часів його правління послабилась централізована влада, а деякі території, що раніше належали до імперії, стали незалежними. Продовжив релігійну та соціальну політику свого діда |
| Сампраті                   | 224–215 до н. е. |            | Онук Ашоки. Запам'ятався зведенням джайнських храмів як на території Індії, так і за її межами |
| Шалішука                   | 215–202 до н. е. |            | Вважався несправедливим правителем, утім шанувався за підтримку джайнізму |
| Деваварман                 | 202–195 до н. е. |            | |
| Шатадханван                | 195–187 до н. е. |            | За часів його правління імперія втратила частину своїх територій |
| Бріхадратха                | 187–184 до н. е. |            | Останній правитель імперії Маур΄їв. Був убитий своїм «сенапаті» (головнокомандувачем), Пуш'ямітрою Шунгою                                                                                              |

### Династія Шунга (185–73 до н.е.)

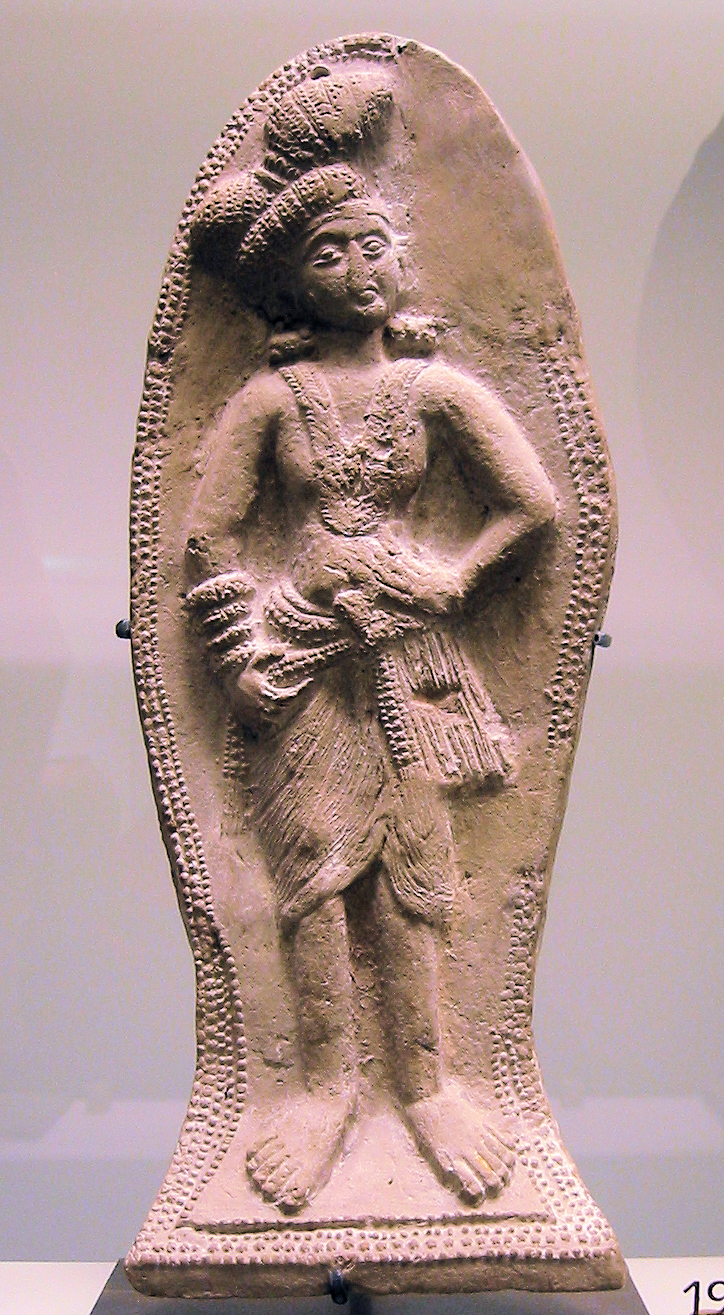
Пуш'ямітра Шунга

- Пуш'ямітра Шунга (185—149 до н. е.), засновник династії, що прийшла до влади після убивства Бріхадратхи[2]
- Агнімітра (149—141 до н. е.)
- Васуджиєштха (141—131 до н. е.)
- Васумітра (131—124 до н. е.)
- Андрака (124—122 до н. е.)
- Пуліндака (122—119 до н. е.)
- Ґхоша
- Ваджрамітра
- Бхагабхадра (бл. 110 до н. е.)
- Девабхуті (83–73 до н. е.)

### Династія Канва (73–26 до н.е.)
- Васудева (бл. 75 — бл. 66 до н. е.)
- Бумімітра (бл. 66 — бл. 52 до н. е.)
- Нараяна (бл. 52 — бл. 40 до н. е.)
- Сусарман (бл. 40 — бл. 26 до н. е.)

### Західні Кшатрапи (35–405 н.е.)
| Ім'я             | Роки правління | Зображення | Коментар                                               |
| ---------------- | -------------- | ---------- | ------------------------------------------------------ |
| Абхірака         | бл. 110        |            |                                                        |
| Бхумака          | до 119         |            | Син попереднього                                       |
| Нахапана         | 119–124        |            | Син попереднього                                       |
| Кхаштана         | 78–130         |            | Правив саками, а також був сатрапом Удджайна           |
| Рудрадаман I     | бл. 130—150    |            | Успішно воював проти сатаваханів та Кушанської імперії |
| Дамаджадасрі I   | 170–175        |            |                                                        |
| Джівадаман       | 175            |            | Син попереднього                                       |
| Рудрасімха I     | 175–188        |            |                                                        |
| Ісварадатта      | 188–191        |            |                                                        |
| Рудрасімха I     | 191–197        |            | Відновлений на престолі                                |
| Джівадаман       | 197–199        |            | Відновлений на престолі                                |
| Рудрасена I      | 200–222        |            |                                                        |
| Самгадаман       | 222–223        |            |                                                        |
| Дамасена         | 223–232        |            |                                                        |
| Дамаджадасрі II  | 232–239        |            |                                                        |
| Вірадаман        | 234–238        |            | Співправитель попереднього                             |
| Ясодаман I       | 239–240        |            |                                                        |
| Ясодаман II      | 240            |            |                                                        |
| Віджаясена       | 240–250        |            |                                                        |
| Дамаджадасрі III | 251–255        |            |                                                        |
| Рудрасена II     | 255–277        |            |                                                        |
| Вісвасімха       | 277–282        |            |                                                        |
| Бхартрдаман      | 282–295        |            |                                                        |
| Вісвасена        | 293–304        |            | Первинно був співправителем попереднього               |
| Рудрасімха II    | 304–348        |            | Мав двох співправителів                                |
| Ясодаман II      | 317–332        |            | Співправитель попереднього                             |
| Рудрадаман II    | 332–348        |            | Співправитель Рудрасімхи II                            |
| Рудрасена III    | 348–380        |            |                                                        |
| Сімхасена        | після 380      |            |                                                        |

### Імперія Гуптів (бл. 240—550)
| Ім'я                   | Роки правління | Зображення | Коментар |
| ---------------------- | -------------- | ---------- | --- |
| Шрі-Гупта              | бл. 240—290    |            | Засновник династії |
| Гхатоткача             | 290–319        |            | Син попереднього |
| Чандрагупта I          | 319–335        |            | Засновник імперії Гуптів. Часи його правління вважаються золотою добою індійської культури |
| Самудрагупта           | 335–370        |            | Був талановитим полководцем, покровителем мистецтва в цілому й літератури, зокрема |
| Рамагупта              | 370–375        |            | |
| Чандрагупта II Великий | 375–415        |            | Син Самудрагупти. За часів його правління розквіт імперії сягнув свого зеніту |
| Кумарагупта I          | 415–455        |            | Син попереднього. Успішно правив упродовж майже сорока років, але наприкінці свого царювання мав певні проблеми: імперії Гуптів загрожувало повстання у центральній Індії, а також вторгнення білих гунів, з чим правитель, втім, успішно впорався |
| Скандагупта            | 455–467        |            | Син попереднього |
| Пуругупта              | 467–473        |            | Син Кумарагупти I |
| Кумарагупта II         | 473–477        |            | Син попереднього |
| Будагупта              | 477–496        |            | Син Пуругупти |
| Чандрагупта III        | 496–500        |            | |
| Вайнягупта             | 500–515        |            | Син Пуругупти |
| Нарасімагупта          | 515–530        |            | |
| Кумарагупта III        | 530–540        |            | |
| Вішнугупта I           | 540–550        |            | |

## Династія Пандья (бл. 550 до н.е.— 1345 н.е.)

### Центральна династія Пандья (бл. 550 до н.е.— 1311 н.е.)
- Кадункоен (бл. 550—450 до н. е.)
- Пандіон (бл. 50 до н. е. — 50 н. е.), відомий як міфічний цар Афін

Ранні Пандья
| - Недунж Чельян I - Пудаппандьян - Мудукудумі Парувалудхі - Недунж Чельян II - Нан Маран | - Недунж Чельян III - Маран Валуді - Мусірі Мутрія Чельян - Уккірап Перувалутхі |

Перша імперія
| - Кадунгон (бл. 590—620), відновив владу династії - Авані Суламані (620—645) - Джаянтаварман (645—670) - Арікесарі Мараварман (670—710) - Кочадаян Ранадхіран (710—735) - Мараварман Раджасінга I (735—765) - Джатіла Парантака (765—790) | - Расасінган II (790—800) - Варагунан I (800—815) - Шрімара Шріваллабха (815—862) - Варагунаварман II (862—880) - Парантака Віранараяна (862—905) - Раджасіма Пандьян II (905—920) |

Відновлення династії
- Садаяварман Сундара Пандьян I (1251—1268), відновив славу Пандьян, ставши одним з найвеличніших завойовників Південної Індії
- Мараварман Сундара Пандьян
- Мараварман Куласекаран I (1268—1308)
- Сундара Пандья (1308—1311), син попереднього, змагався зі своїм братом, Вірою Пандья, за престол
- Віра Пандья (1308—1345), останній представник династії, Мадурай був завойований династією Хілджі

## Іноземні імператори Північно-Західної Індії (бл. 538 до н.е.— 750 н.е.)
Імперії, правителів яких наведено у списку нижче, були величезними з центрамиу Персії чи Середземномор'ї, тому їхні індійські сатрапії розташовувались на околицях імперії.

### Перськадинастія Ахеменідів(бл. 538—330 до н.е.)
| Ім'я            | Роки правління       | Зображення | Коментар |
| --------------- | -------------------- | ---------- | --- |
| Кир Великий     | бл. 538—529 до н. е. |            | Засновник імперії Ахеменідів |
| Камбіс II       | 530–521 до н. е.     |            | Син попереднього |
| Бардія          | 521 до н. е.         |            | Син Кира |
| Дарій I Великий | 521–486 до н. е.     |            | Один з найвизначніших правителів Стародавнього Сходу, видатний реформатор. Повалив свого попередника, а задля підтвердження прав на престол одружився з донькою Кира Атоссою |
| Ксеркс I        | 486–465 до н. е.     |            | Син попереднього |
| Артаксеркс I    | 474–424 до н. е.     |            | Син попереднього |
| Ксеркс II       | 424–423 до н. е.     |            | Син попереднього |
| Согдіан         | 424–423 до н. е.     |            | Син Артаксеркса I |
| Дарій II        | 424–404 до н. е.     |            | Син Артаксеркса I |
| Артаксеркс II   | 404–358 до н. е.     |            | Син попереднього |
| Артаксеркс III  | 358–338 до н. е.     |            | Син попереднього |
| Артаксеркс IV   | 338–336 до н. е.     |            | Син попереднього |
| Дарій III       | 336–330 до н. е.     |            | Був переможений Александром Великим |

### Династія Аргеадів(326—323 до н.е.)

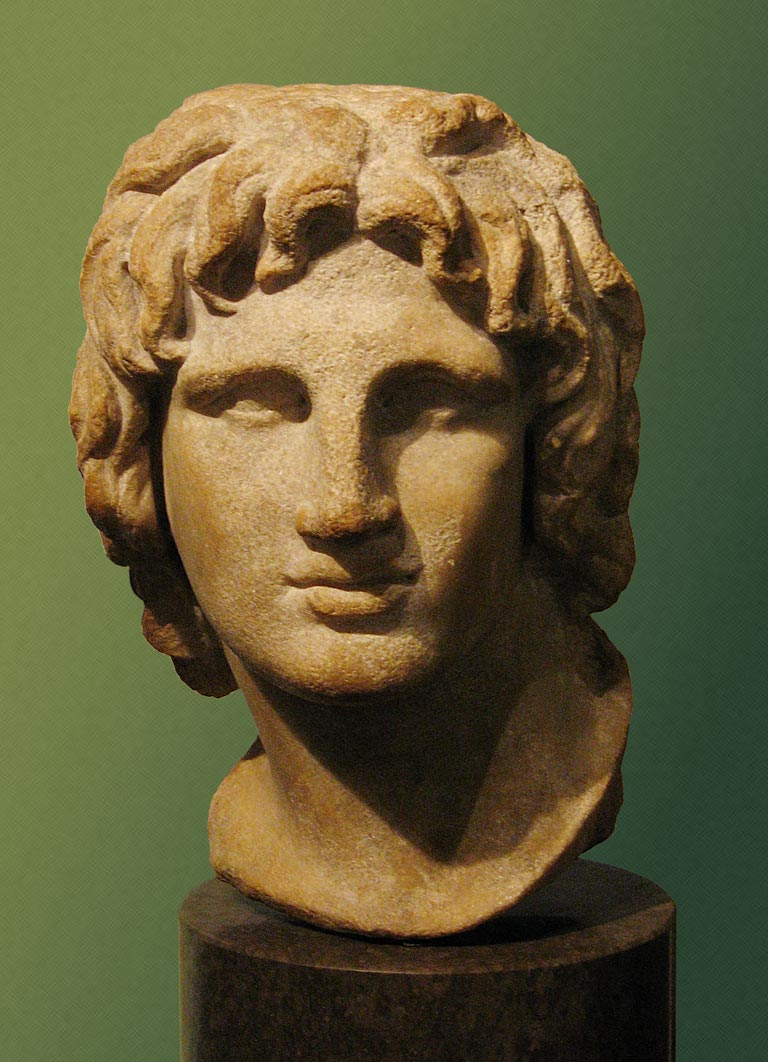
Александр Великий

- Александр Великий (326—323 до н. е.), засновник Македонської імперії, що здобула перемогу над Ахеменідами[19]
- Філіпп III Аррідей - брат Александра.
- Александр Молодший - син Александра.

### Селевкіди(323—321 до н.е.)
- Селевк I Нікатор (323—321 до н. е.), полководець Александра Великого, засновник Держави Селевкідіву східній частині Македонської імперії після смерті Александра[20]

### ЕлліністичніЄвтидиміди(бл. 230–85 до н.е.)
| Ім'я         | Роки правління       | Зображення | Коментар                                                                                                |
| ------------ | -------------------- | ---------- | --- |
| Євтидем I    | бл. 230—200 до н. е. |            | Греко-Бактрійський цар, засновник династії                                                              |
| Деметрій I   | бл. 200—170 до н. е. |            | Син попереднього                                                                                        |
| Панталеон    | бл. 190—185 до н. е. |            | |
| Агатокл      | бл. 190—180 до н. е. |            | Син Деметрія I                                                                                          |
| Аполлодот I  | бл. 180—160 до н. е. |            | Правив західною та південною частинами царства (від Таксили у Пенджабі до Сінду та, можливо, Гуджарату) |
| Антімах II   | 160–155 до н. е.     |            | Правив територією від гір Гіндукуш до Пенджабу                                                          |
| Деметрій II  | 155–150 до н. е.     |            | Син Деметрія I                                                                                          |
| Менандр I    | 150–135 до н. е.     |            | За часів його правління держава сягнула найбільшого розквіту, був покровителем буддизму                 |
| Агатоклея    | 135–125 до н. е.     |            | Перша жінка-правителька серед елліністичних монархів                                                    |
| Стратон I    | 125–110 до н. е.     |            | Син Менандра й Агатоклеї                                                                                |
| Геліокл II   | 110–100 до н. е.     |            | |
| Поліксен     | бл. 100 до н. е.     |            | Можливо, правив Гандхарою                                                                               |
| Деметрій III | бл. 100 до н. е.     |            | |
| Амінта I     | 95–90 до н. е.       |            | |
| Певколай     | бл. 90 до н. е.      |            | |
| Менандр II   | 90–85до н. е.        |            | Правив територіями Арахозії та Гандхари (північ сучасного Пакистану)                                    |
| Архебій      | 90–85до н. е.        |            | |

### АрабськийОмеядський халіфат(711—750 н.е.)

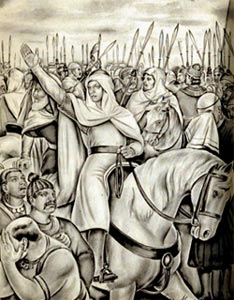
Мухаммед бін-Касім

- Мухаммед бін-Касім, 711—715, Арабський генерал, який завоював Сінд, Белуджистан та південний Пенджаб[26]
- Сулайман ібн Абд аль-Малік, 715—717, Омеядський халіф, син Абд аль-Маліка, засновник міста Рамла[27]
- Умар ібн Абдул-Азіз, 717—720
- Язід II ібн Абдул-Малік, 720—724
- Хішам ібн Абдул-Малік, 724—743
- Аль-Валід II ібн Язід, 743—744
- Язід III ібн аль-Валід, 744
- Ібрагім ібн аль-Валід, 744
- Марван II, 744—750

## Династія Чера(бл. 400 до н.е.— 1314 н.е.)
Роки правління представників династії Чера дотепер викликають суперечки серед істориків, тому дати наведено лише приблизно.

### Стародавні царі Чера (бл. 400 до н.е.— 397 н.е.)
| - Удіянчералатан - Антувачерал - Недум Чералатан (56–115) - Вел Келу Куттуван (від 115) - Ралянай Сел-Келу Куттуван (115—130) - Пораян Кадунго (від 115) | - Каланкай-Канні Нармуді Черал (115—140) - Вел-Келу Куттуван (130—185) - Селвак-Кадунго (131—155) - Адукотпатту Чералатан (140—178) - Куттуван Ірумпорай (178—185) - Перум Черал Ірумпорай (185—201) | - Янайкатчай Мантаран Черал Ірумпорай (201—241) - Іламчерал Ірумпорай (241—257) - Перумкадунго (257—287) - Іламкадунго (287—317) - Канайкал Ірумпорай (367—397) |

### Династія Куласекхара (1020—1314)
- Куласекхара Алвар (800—820)
- Раджасекхара Варман (820—844)
- Стану Раві Варман (844—885)
- Рама Варма Куласекхара (885—917)
- Года Раві Варман (917—944)
- Інду Котха Варма (944—962)
- Бхаскара Раві Варман I (962—1019)

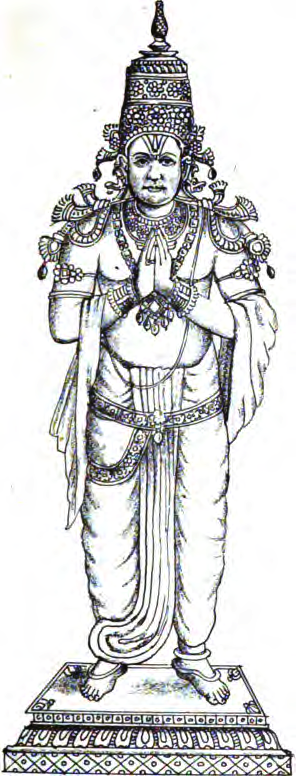
Кулашекхара Алвар

- Бхаскара Раві Варман II (1019—1021)
- Віра Керала (1021—1028)
- Раджасімха (1028—1043)
- Бхаскара Раві Варман III (1043—1082)
- Рама Варман Куласекхара (1090—1122)
- Раві Варман Куласекхара (бл. 1250—1314)

## Династія Чола(бл. 301 до н.е.— 1279 н.е.)

### СангамськіЧола (бл. 300 до н.е.— 240)

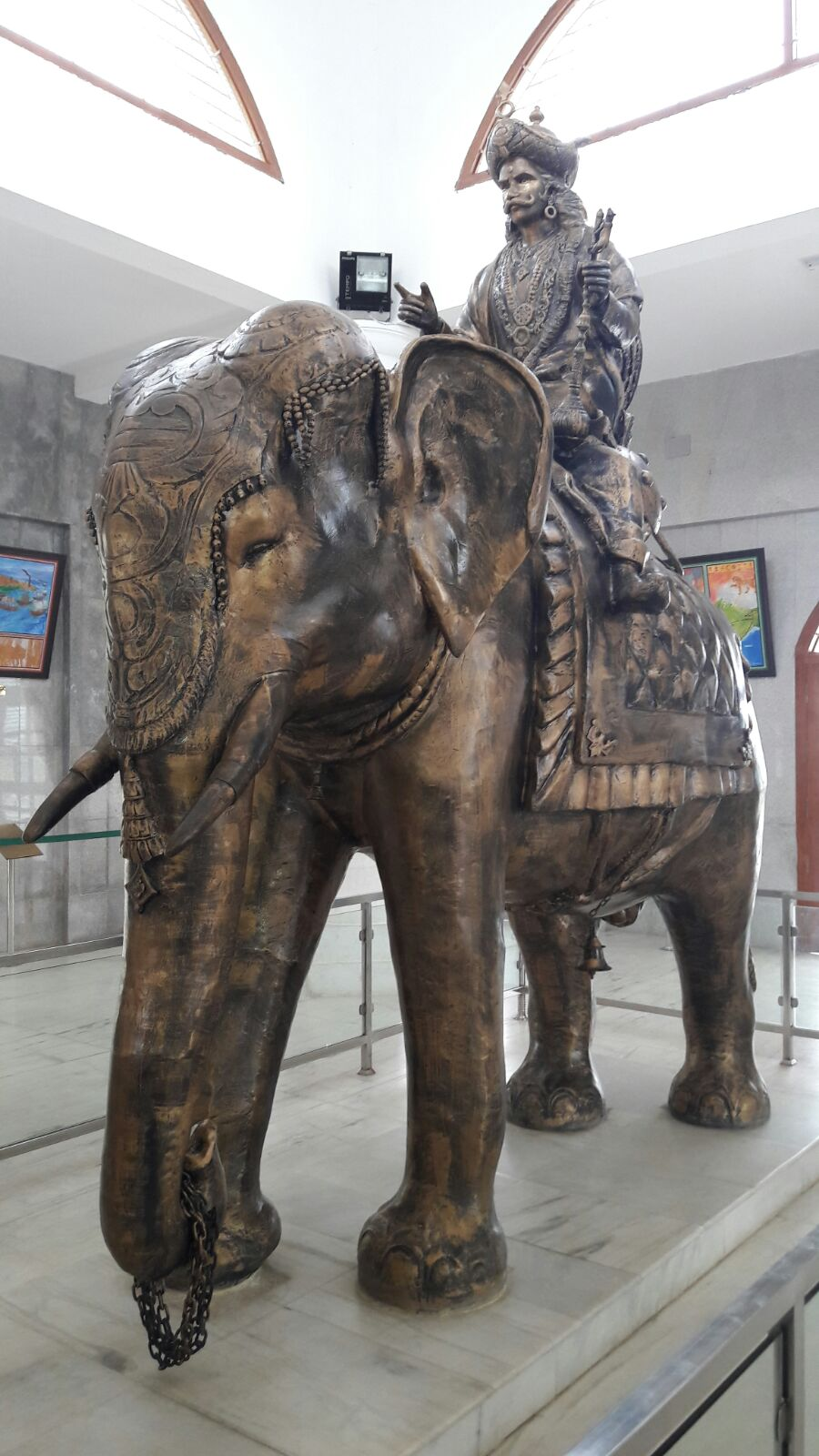
Карікала Чола

- Іламчетчені (бл. 301 до н. е.)
- Карікала Чола (бл. 270 до н. е.)
- Недункіллі (бл. 150 н. е.)
- Наланкіллі (бл. 150)
- Кіллівалаван (бл. 200)
- Коценганнан (бл. 220)
- Перунаркіллі (бл. 300)

### Імператори Чола (848—1279)

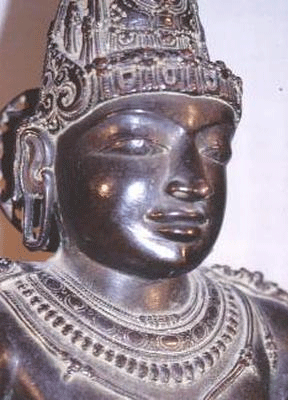
Раджараджа Чола I

- Віджаялая Чола (848—871), засновник імперії
- Адітья I (871—907)
- Парантака I (907—955)
- Гандарадітья (950—956)
- Арінджая (956—957)
- Парантака Чола II (957—970)
- Уттама Чола (973—985)
- Раджараджа Чола I (985—1014), найвидатніший з правителів Чола, розширив кордони імперії до Шрі-Ланки
- Раджендра Чола I (1012—1044), розширив кордони імперії до Південно-Східної Азії
- Раджадхіраджа Чола I (1044—1054)
- Раджендра Чола II (1051—1063)
- Вірараджендра Чола (1063—1070)
- Атіраджендра Чола (1070)
- Кулотунга Чола I (1070—1118)
- Віккрама Чола (1118—1135)
- Кулотунга Чола II (1133—1150)
- Раджараджа Чола II (1146—1163)
- Раджадхіраджа Чола II (1163—1178)
- Кулотунга Чола III (1178—1218)
- Раджараджа Чола III (1216—1246)
- Раджендра Чола III (1246—1279), останній представник династії

## Династія Сатаваханів

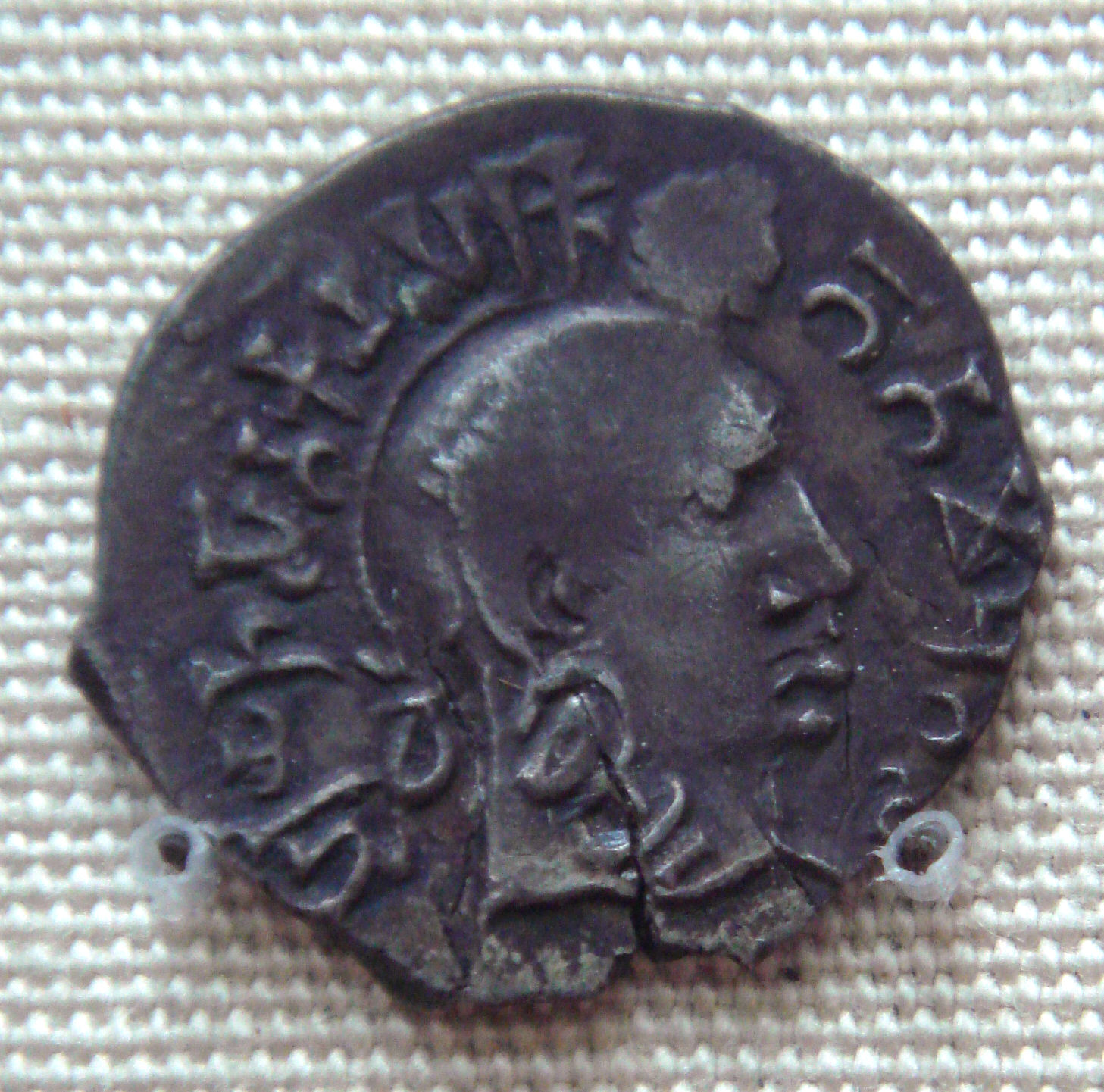
Монета Гаутаміпутри Сатакарні

Період правління Сатаваханів викликає суперечки серед істориків. Початок правління династії, за різними джерелами, коливається між 271 роком до н. е. та 30 роком до н. е..Сатавахани домінували у районі Декан від I століття до н. е. до III століття н. е..
- Сімук (230 до н. е.—207 до н. е.)
- Крішна I (207 до н. е.—189 до н. е.)
- Сатакарні I Шрімалакарні (189 до н. е.—179 до н. е.)
- Пурнотанга (179 до н. е.—161 до н. е.)
- Скандастабхі (161 до н. е.—143 до н. е.)
- Сатакарні II (143 до н. е.—78 до н. е.)
- Ламбодата (78 до н. е.—60 до н. е.)
- Апілака (60 до н. е.—48 до н. е.)
- Мегасваті (48 до н. е.—30 до н. е.)
- Сваті (30 до н. е.—12 до н. е.)
- Скандасваті (12 до н. е.—5 до н. е.)
- Мріхендра Сватікарні (5 до н. е.—2 до н. е.)
- Кунтала Сватікарні (2 до н. е.—6)
- Сватікарні (6—7)
- Пулумаві I (7—31)
- Гауракрішна (31—56)
- Ґала (56—57)
- Манділака (57—62)
- Пуріндрасена (62—83)
- Сундара Сватікарні (83—84)
- Чокара Сватікарні (84)
- Шивасваті (84—112)
- Гаутаміпутра Сатакарні (112–136)
- Шрі Пулумаві (136–164)
- Шрі Васіштхіпутра (164–171)
- Шива Сканда Сатакарні (171–178)
- Шри Яджня (178–207)
- Віджая (207–213)
- Чандра Шрі Сатакарні (213–216)
- Пулумаві II (216–224)

## Династія Вакатаків(250-ті–500-ті)
- Віндхиясакті (250—270)
- Праварасена I (270—330)

### Гілка Праварапура-Нандівардхана
| - Рудрасена I (330—355) - Прітхвішена I (355—380) - Рудрасена II (380—385) - Дівакарасена (385—400) | - Прабхаватігупта, регентка (385—405) - Дамодарасена (Праварасена II) (400—440) - Наредрасена (440—460) - Прітхвішена II (460—480) |

### Гілка Ватсагулма
| - Сарвасена I (330—355) - Віндх'яшакті II (355—400) - Праварасена II (400—415) - Сарвасена II (415—450) | * Девасена (450—475) - Ґарісхена (475—500) - "ім'я невідомо" (500—510 або 515) - "ім'я невідомо" (510 або 515—520) |

## Індо-скіфськіправителі (бл. 90 до н.е.— 45 н.е.)

### Північно-Західна Індія (бл. 90 до н.е.— 10 н.е.)
| Ім'я            | Роки правління             | Зображення | Коментар                       |
| --------------- | -------------------------- | ---------- | ------------------------------ |
| Маую            | бл. 85–60 до н. е.         |            |                                |
| Вонон           | бл. 75–65 до н. е.         |            | Правив у Сістані та Арахозії   |
| Спалахор        | бл. 75–65 до н. е.         |            | Брат попереднього              |
| Спаларіс        | бл. 60–57 до н. е.         |            | Брат попереднього              |
| Азес I          | бл. 57–35 до н. е.         |            | Панував у Гандхарі             |
| Азіліс          | бл. 57–35 до н. е.         |            | Панував у Гандхарі             |
| Азес II         | бл. 35–12 до н. е.         |            | Панував у Гандхарі             |
| Зейнон          | бл. 10 до н. е. — 10 н. е. |            |                                |
| Карахост        | бл. 10 до н. е. — 10 н. е. |            |                                |
| Гаятрія         |                            |            |                                |
| Ліака Кусулука  |                            |            | Сатрап Чукси                   |
| Патіка Кусулака |                            |            | Сатрап Чукси, син попереднього |

### ТериторіяМатхури(бл. 20 до н.е.— 20 н.е.)
- Хагамаша (сатрап)
- Хагана (сатрап)

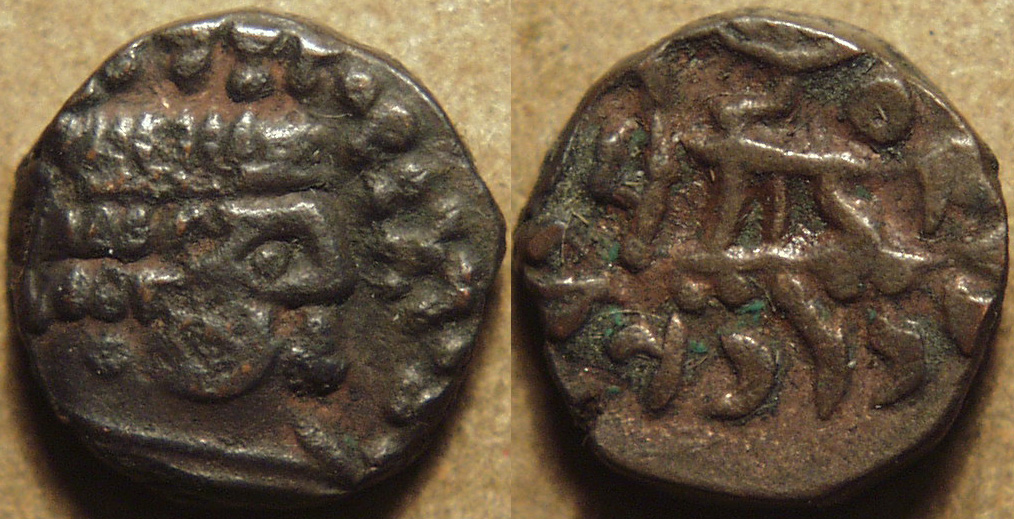
Монета Раджувули

- Раджувула (великий сатрап) (бл. 10 н. е.)
- Содаса, син попереднього

### Правителі Апрака (12 до н.е.— 45 н.е.)
- Віджаямітра (12 до н. е. — 15 н. е.)
- Ітравасу (бл. 20 н. е.)
- Аспаварма (15–45)

### Локальні правителі
- Бхадраяша Ніґґас
- Мамваді
- Арсакс

## Індо-парфянськіправителі (бл. 21–100 н.е.)

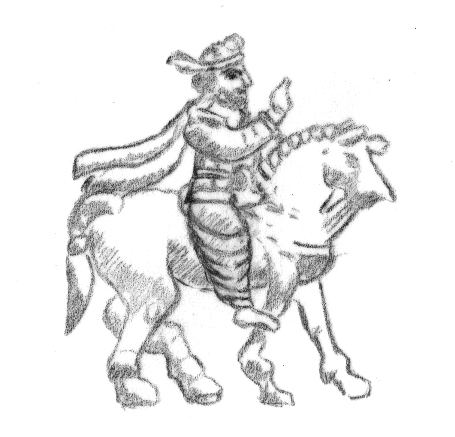
Гондофар

- Гондофар I (бл. 21–50)
- Абдагас I (бл. 50–65)
- Сатавастр (бл. 60)
- Сарпедон (бл. 70)
- Ортан (бл. 70)
- Убоузан (бл. 77)
- Сас II (бл. 85)
- Абдагас II (бл. 90)
- Пакор (бл. 100)

## Кушанська імперія(80–225)
| Ім'я        | Роки правління | Зображення | Коментар |
| ----------- | -------------- | ---------- | --- |
| Віма Такто  | бл. 80–105     |            | |
| Віма Кадфіз | бл. 105—127    |            | На початку свого правління зумів завоювати центральну Індію та значно збільшив могутність імперії                         |
| Канішка I   | бл. 127—147    |            | За його правління Кушанське царство сягнуло апогею свого розвитку, перетворившись на могутню імперію з центром у Пешаварі |
| Хувішка     | бл. 155—187    |            | |
| Васудева I  | бл. 191—225    |            | Останній з великих кушанських імператорів                                                                                 |
| Канішка II  | бл. 227—247    |            | Втратив частину імперії у боротьбі з індійськими Сасанідами                                                               |
| Васішка     | бл. 247—265    |            | Був повалений в результаті народних заворушень                                                                            |
| Канішка III | бл. 268        |            | |
| Васудева II | бл. 275—300    |            | |
| Шака Кушан  | 300–350        |            | |

## Династія Паллавів(275—882)

### Ранні Паллави (275—355)
- Сімха Варман I (275—300 або 315—345)
- Сканда Варман I (345—355)

### Середні Паллави (355—537)
| - Вішнугопа (350—355) - Кумаравішну I (355—370) - СкандаВарман II 370—385) - Віра Варман (385—400) | - Сканда Варман III (400—438) - Сімха Варман II (438—460) - Сканда Варман IV (460—480) - Нанді Варман I (480—500) | - Кумаравішну II (бл. 500—510) - Будда Варман (бл. 510—520) - Кумаравішну III (бл. 520—530) - Сімха Варман III (бл. 530—537) |

### Пізні Паллави (537—882)
| Ім'я                 | Роки правління | Зображення | Коментар                                 |
| -------------------- | -------------- | ---------- | ---------------------------------------- |
| Сімхавішну           | 537–570        |            | Керував імперією з центром у Канчіпурамі |
| Махендраварман I     | 571–630        |            |                                          |
| Нарасімхаварман I    | 630–668        |            | Син попереднього                         |
| Махендраварман II    | 668–672        |            | Син попереднього                         |
| Парамешвараварман I  | 672–700        |            | Син попереднього                         |
| Нарасімхаварман II   | 700–728        |            | Син попереднього                         |
| Парамешвараварман II | 705–710        |            |                                          |
| Нандіварман II       | 732–796        |            |                                          |
| Дантіварман          | 775–825        |            | Син попереднього                         |
| Нандіварман III      | 825–869        |            |                                          |
| Нірупатунган         | 869–882        |            |                                          |
| Апараджітхаварман    | 882–897        |            |                                          |

## Династія Кадамба, правителіБанавасі(345—525)
| - Маюра Шарма (345—365) - Кангаварма (365—390) - Багітарха (390—415) - Раґху (415—435) - Какустхаварма (435—455) | - Сантіварма (455—460) - Мрігешаварма (460—480) - Шівамандхатіварма (480—485) - Равіварма (485—519) - Гаріварма (519—525) |

## Західні Ганги(350—1024)
| - Конганіварма Мадхава (350—370) - Мадхава II (370—390) - Харіварман (390—410) - Вішнугопа (410—430) - Тадангала Мадхава (430—466) - Авініта (466—495) - Дурвініта (495—535) - Мушкара (535—585) - Шрівікрама (585—635) | - Бхувікарма (635—679) - Шівамара I (679—725) - Шріпуруша (725—788) - Шівамара II (788—816) - Раджамалла I (817—853) - Нітімарга Ереганга (853—869) - Раджамалла II (870—907) - Ереяппа Нітімарга II (907—919) - Нарасімхадева (919—925) | - Раджамалла III (925—935) - Бутуга II (935—960) - Такколамін (949) - Маруладева (960—963) - Марасімха III (963—974) - Раджамалла IV (974—985) - Раккаса Ганга (985—1024) |

## Династія Майтрака(470—776)
| - Бхатарка (бл. 470– бл. 492) - Дарасена I (бл. 493– бл. 499) - Дронасінха (бл. 500– бл. 520) - Друвасена I (бл. 520– бл. 550) - Дарапатта (бл. 550– бл. 556) - Гухасена (бл. 556– бл. 570) - Дарасена II (бл. 570– бл. 595) | - Сіладітія I (бл. 595– бл. 615) - Караграха I (бл. 615– бл. 626) - Дарасена III (бл. 626– бл. 640) - Друвасена II (бл. 640– бл. 644) - Дарасена IV (бл. 644– бл. 651) - Друвасена III (бл. 651– бл. 656) - Караграха II (бл. 656– бл. 662) | - Сіладітія II (бл. 662–?) - Сіладітія III - Сіладітія IV - Сіладітія V - Сіладітія VI - Сіладітія VII (бл. 766– бл. 776) |

## Династія Чалук'я(543—1156)

### ПравителіБадамі(543—757)

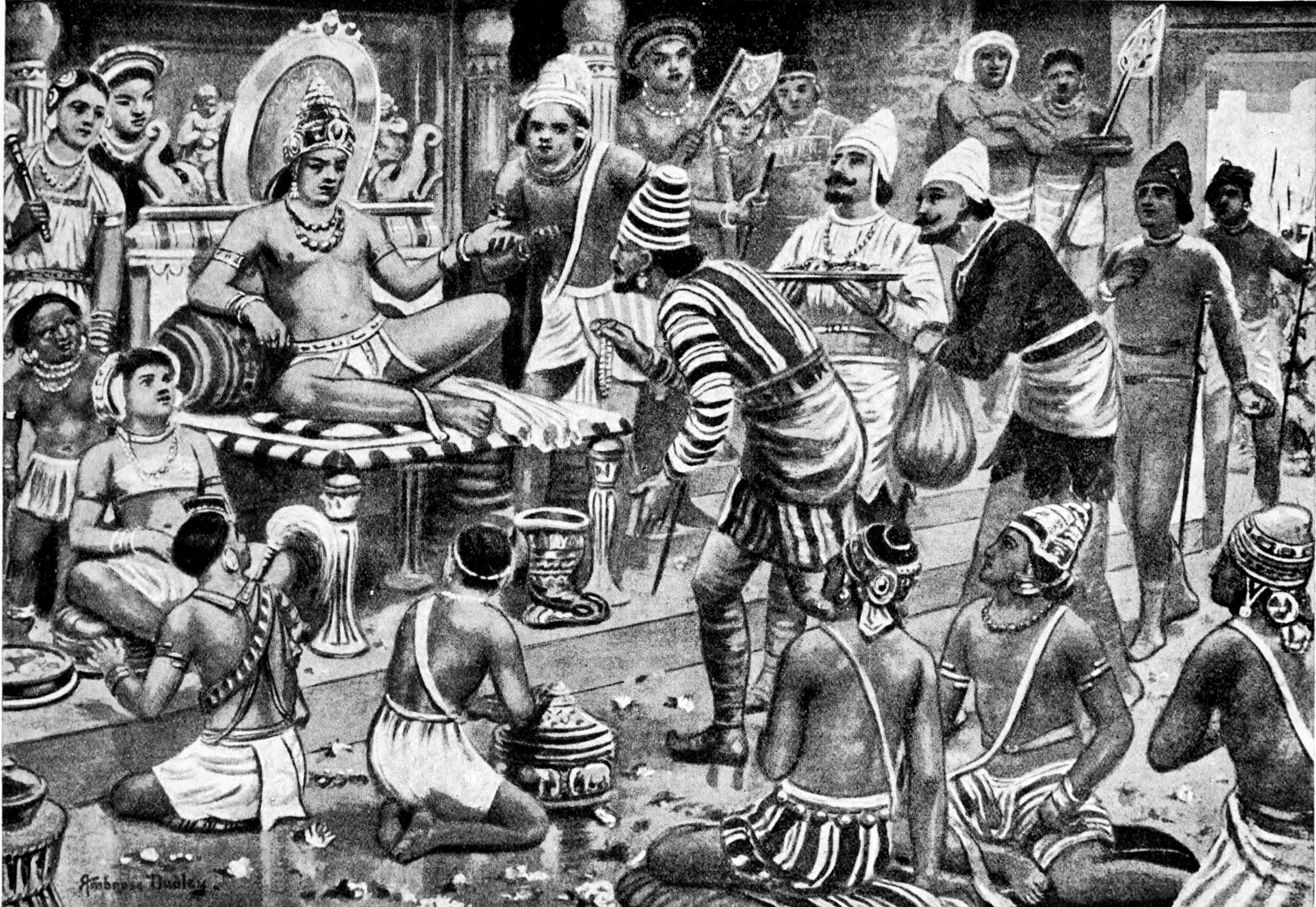
Пулакешин II

- Пулакешин I (543—566)
- Кіртіварман I (566—597)
- Мангалеша (597—609)
- Пулакешин II (609—642)
- Вікрамадітья I (655—680)
- Вінаядітья (680—696)
- Віджаядітья (696—733)
- Вікрамадітья II (733—746)
- Кіртіварман II (746—757)

### ПравителіКальяні(973—1156)
| - Тайлапа II (973—997) - Сатіяшрая (997—1008) - Вікрамадітья V (1008—1014) - Айяна (1014—1015) - Джаясімха II (1015—1042) | - Сомешвара I (1042—1068) - Сомешвара II (1068—1076) - Вікрамадітья VI (1076—1127) - Сомешвара III (1127—1138) - Джагадекамалла II (1138—1151) | - Тайлапа III (1151—1164) - Джагадекамалла III (1164—1183) - Сомешвара IV (1183—1200) |

## Династія Шашанка(600—626)
- Шашанка (600—625), перший задокументований цар Бенгалії, який створив перший об'єднаний політичний центр у Бенгалії
- Манава (625—626)

## Династія Харша(606—647)
- Харша Вардана (606—647), об'єднав північну Індію та правив понад 40 років, був останнім немусульманським імператором, хто правив у Північній Індії

## ДинастіяГуджара-Пратіхари(650—1036)
- Дадда I-II-III (650—750)
- Нагабхата I (750—780)
- Ватсараджа (780—800)
- Нагабхата II (800—833)
- Рамабхадра (833—836)
- Міхіра Бходжа I (836—890)
- Махендрапала I (890—910)
- Бходжа II (910—913)
- Магіпала I (913—944)
- Махендрапала II (944—948)
- Девпала (948—954)
- Вінайкпала (954—955)
- Магіпала II (955—956)
- Віджайпала II (956—960)
- Раджапала (960—1018)
- Трілочанпала (1018—1027)
- Джасапала (1024—1036)

## Раштракути(735—982)
| - Дантідурга (735—756) - Крішна I (756—774) - Говінда II (774—780) - Дхрува (780—793) - Говінда III (793—814) | - Амогаварша I (814—878) - Крішна II Акалаварша (878—914) - Індра III (914—929) - Амогаварша II (929—930) - Говінда IV (930—935) | - Амогаварша III (934—939) - Крішна III (939—967) - Коттіга Амогаварша (967—972) - Карка II Амогаварша IV (972—973) - Індра IV (973—982) |

## Династія Томар(736—1192)
Представники клану правили містом Делі, західною частиною сучасного штату Уттар-Прадеш та більшою частиною штатів Хар'яна і Пенджаб.

## Династія Пала(бл. 750—1174)
Різні джерела подають роки правління представників династії по різному.
|                 | Маджумдар (1971) | Чодурі (1967) | Сінха (1977)            | Сіркар (1975–76) | Гангулі (1994) |
| --------------- | ---------------- | ------------- | ----------------------- | ---------------- | -------------- |
| Ґопала I        | 750–770          | 756–781       | 755–783                 | 750–775          | 750-774        |
| Дгармапала      | 770–810          | 781–821       | 783–820                 | 775–812          | 774-806        |
| Девапала        | 810– бл. 850     | 821–861       | 820–860                 | 812–850          | 806-845        |
| Махендрапала    | Немає даних      | Немає даних   | Немає даних             | Немає даних      | 845-860        |
| Шурапала I      | 850–853          | 861–866       | 860–865                 | 850–858          | 860-872        |
| Віграхапала I   | 850–853          | 861–866       | 860–865                 | 858–60           | 872-873        |
| Нараянпала      | 854–908          | 866–920       | 865–920                 | 860–917          | 873-927        |
| Радж'япала      | 908–940          | 920–952       | 920–952                 | 917–952          | 927-959        |
| Гопала II       | 940–957          | 952–969       | 952–967                 | 952–972          | 959-976        |
| Віграхапала II  | 960– бл. 986     | 969–995       | 967–980                 | 972–977          | 976-977        |
| Махіпала I      | 988– бл. 1036    | 995–1043      | 980–1035                | 977–1027         | 977-1027       |
| Наяпала         | 1038–1053        | 1043–1058     | 1035–1050               | 1027–1043        | 1027-1043      |
| Віграхапала III | 1054–1072        | 1058–1075     | 1050–1076               | 1043–1070        | 1043–1070      |
| Махіпала II     | 1072–1075        | 1075–1080     | 1076–1078/9             | 1070–1071        | 1070-1071      |
| Шурапала II     | 1075–1077        | 1080–1082     | 1076–1078/9             | 1071–1072        | 1071-1072      |
| Рамапала        | 1077–1130        | 1082–1124     | 1078/9–1132             | 1072–1126        | 1072-1126      |
| Кумарапала      | 1130–1125        | 1124–1129     | 1132–1136               | 1126–1128        | 1126–1128      |
| Гопала III      | 1140–1144        | 1129–1143     | 1136–1144               | 1128–1143        | 1128–1143      |
| Маданапала      | 1144–1162        | 1143–1162     | 1144–1161/62            | 1143–1161        | 1143–1161      |
| Говіндапала     | 1155–1159        | Немає даних   | 1162–1176 або 1158—1162 | 1161–1165        | 1161–1165      |
| Палапала        | Немає даних      | Немає даних   | Немає даних             | 1165–1199        | 1165–1200      |

## Династія Парамара(бл. 800— бл. 1305)
- Упендра (бл. 800 — бл. 818)
- Війрісімха I (бл. 818 — бл. 843)
- Сіяка I (бл. 843 — бл. 893)
- Вікпаті (бл. 893 — бл. 918)
- Війрісімха II (бл. 918 — бл. 948)
- Сіяка II (бл. 948 — бл. 974)
- Вакпатіраджа (бл. 974 — бл. 995)
- Сіндхураджа (бл. 995 — бл. 1010)
- Бходжа I (бл. 1010 — бл. 1055)
- Джаясімха I (бл. 1055 — бл. 1060)
- Удаядітья (бл. 1060 — бл. 1087)
- Лакшмадева (бл. 1087 — бл. 1097)
- Нараварман (бл. 1097 — бл. 1134)
- Ясоварман (бл. 1134 — бл. 1142)
- Джаяварман I (бл. 1142 — бл. 1160)
- Віндхіяварман (бл. 1160 — бл. 1193)
- Субхатаварман (бл. 1193 — бл. 1210)

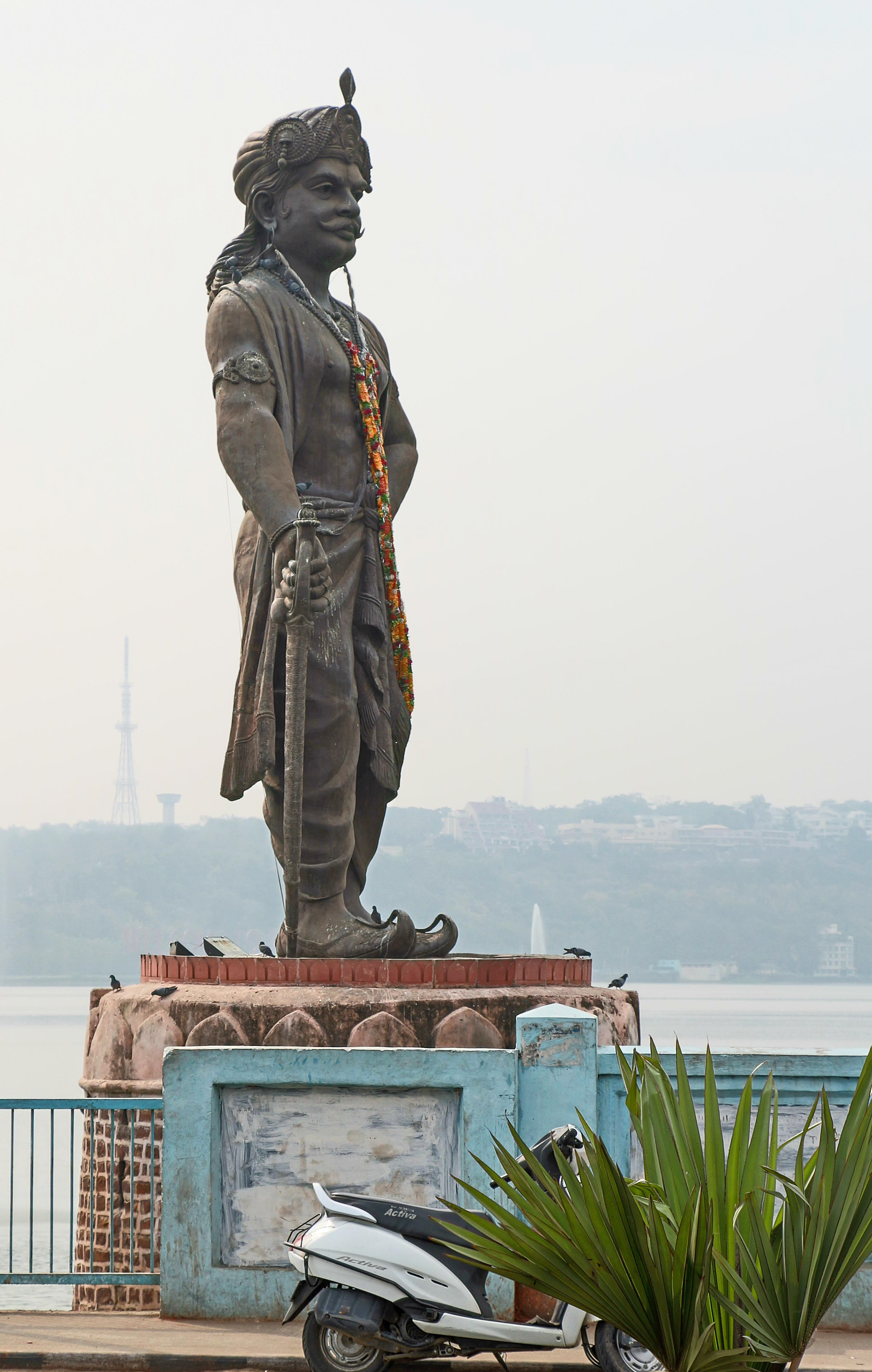
Статуя Бходжі

- Арджунаварман I (бл. 1210 — бл. 1218)
- Девапала (бл. 1218 — бл. 1239)
- Джайтугідева (бл. 1239 — бл. 1256)
- Джаяварман II (бл. 1255—1274)
- Арджунаварман II (бл. 1274 — бл. 1283)
- Бходжа II (бл. 1283- ?)
- Махалакадева (? — бл. 1305)

## Династія Сеунів(850—1334)
| - Дрідхапрахара - Сеуначандра (850—874) - Дхадіяппа (874—900) - Бхіллама I (900—925) - Вадугі (950—974) - Дхадіяппа II (974—975) - Бхіллама II (975—1005) - Весугі I (1005—1020) - Бхіллама III (1020—1055) - Весугі II (1055—1068) | - Бхіллама III (1068) - Сеуначандра II (1068—1085) - Аїрамадева (1085—1115) - Сінгхана I (1115—1145) - Маллугі I (1145—1150) - Амарагангея (1150—1160) - Говіндараджа (1160) - Амара Маллугі II (1160—1165) - Калія Баллала (1165—1173) - Бхіллама V (1173—1192), проголосив незалежність від Кальяні Чалук'я | - Джайтугі I (1192—1200) - Сінгхана II (1200—1247) - Каннара (1247—1261) - Махадева (1261—1271) - Амана (1271) - Рамачандра (1271—1312) - Сінгхана III (1312—1313) - Харапаладева (1313—1318) - Маллугі III (1318—1334) |

## Династія Рупак(бл. 890—895)

### БрахманиШахі(бл. 890—964)
- Лаллія (бл. 890—895)
- Камалука (895—921)
- Бхіма (921—964)

### ДжанджуаШахі(964—1026)
- Джаяпала (964—1001)
- Анандапала (1001—1011)
- Рупак (1011—1022)
- Бхімапала (1022—1026)

## Династія Хойсалів(1000—1346)
| - Нріпа Кама (1000—1045) - Вінаядітія I (1045—1098) - Ереянга (1098—1100) - Баллала (1100—1108) | - Вішнувардхана (1108—1142) - Нарасімха I (1142—1173), проголосив незалежність від Кальяні Чалук'я - Баллала II (1173—1220) - Нарасімха II (1220—1235) | - Віра Сомешвара (1235—1253) - Нарасімха III (спільно з Раманатхою) (1253—1295) - Баллала III (1295—1342) |

## Династія Сена(1070—1230)
| - Хеманта Сен (1070—1096) - Віджай Сен (1096—1159) - БаллалСен (1159—1179) | - Лакшман Сен (1179—1206) - Вішваруп Сен (1206—1225) - Кешаб Сен (1225—1230) |

## Східні Ганги(1078—1434)
| - Анантаварман Чодаганга (1078—1147) - Анангабхіма Дева II (1170—1198) - Анангабхіма Дева III (1211—1238) - Нарасімха Дева I (1238—1264) | - Бхану Дева I (1264—1279) - Нарасімха Дева II (1279—1306) - Бхану Дева II (1306—1328) - Нарасімха Дева III (1328—1352) | - Бхану Дева III (1352—1378) - Нарасімха Дева IV (1378—1414) - Бхану Дева IV (1414—1434) |

## Династія Какатія(1083—1323)
| - Бета I (1000—1030) - Прола I (1030—1075) - Бета II (1075—1110) | - Прола II (1110—1158) - Пратапарудра I/Рудрадева I (1158—1195) - Махадева (1195—1198) | - Ганапаті Дева (1199—1261) - Рудрама Дева (1262—1296) - Пратапарудра II/ Рудрадева II (1296—1323) |

## Династія Калачура(1130—1184)
| - Біджала II (1130—1167), проголосив незалежність від Кальяні Чалук'я 1162 року - Совідева (1168—1176) - Маллугі | - Санкама (1176—1180) - Ахавамалла (1180–83) - Сінгхана (1183–84) |

## Династія Сутія(1187—1524)
| - Бірпал (1187—1224) - Ратхадхваджпал (1224—1250) - Віджаядхваджпал (1250—1278) - Вікрамадхваджпал (1278—1302) - Гаурадхваджпал (1302—1322) - Санкхадхваджпал (1322—1343) | - Маюрадхваджпал (1343—1361) - Джаядхваджпал (1361—1383) - Кармадхваджпал (1383—1401) - Сатіяранаян (1401—1421) - Лакшмінараян (1421—1439) - Дарманараян (1439—1458) | - Пратіяшнараян (1458—1480) - Пурнадхабнараян (1480—1502) - Дхармадхаджпал (1502—1522) - Нітипал (1522—1524) |

## Династія Бана(бл. 1190—1260)

### Династія Кадава(бл. 1216—1279)
- Копперунчінга I (бл. 1216—1242)
- Копперунчінга II (бл. 1243—1279)

## Мусульманське правління (1206—1526)

### Делійський султанат(1206—1526)

#### Рабська династія(1206—1290)

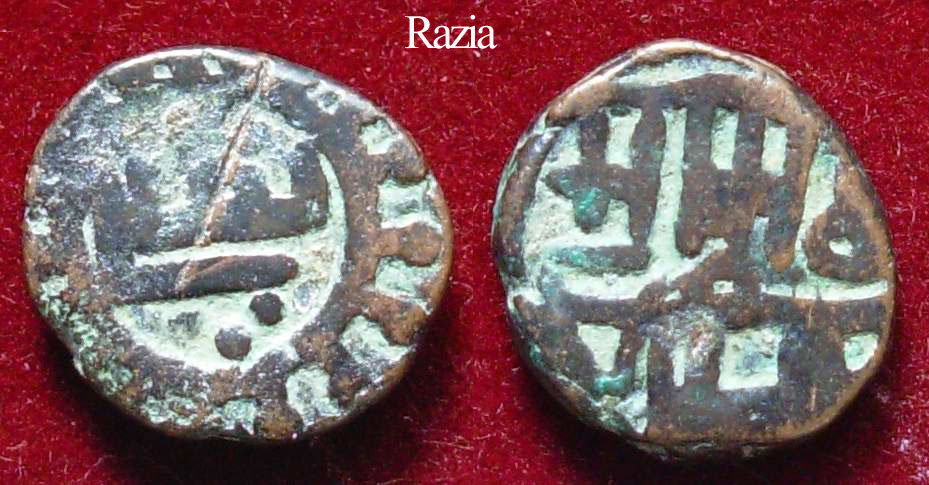
Монети султана Разії

- Кутб ад-Дін Айбек (1206—1210)
- Арам-шах (1210—1211)
- Шамс-ад-дін Ілтутмиш (1211—1236)
- Рукн ад-дін Фіруз-шах (1236)
- Разіятад-дін Султана (1236—1240)
- Муіз-уд-дін Бахрам (1240—1242)
- Ала-уд-дін Масуд (1242—1246)
- Насир-уд-дін Махмуд (1246—1266)
- Гійяс-уд-дін Балбан (1266—1286)
- Муїз-уд-дін Кейкабад (1286—1290)
- Шамсуддін Каюмарс (1290)

#### Династія Хілджі(1290—1320)
- Джалал-уд-дін Фіруз Хілджі (1290—1296), засновник династії
- Алауддін Хілджі (1296—1316), вважається наймогутнішим султаном Делі
- Кутб-уд-дін Мубарак (1316—1320)
- Хусрохан (1320)

#### Династія Туґлак(1321—1414)
- Ґіятх ал-Дін Туґлак (1321—1325)
- Мухаммад бін Туґлак (1325—1351)
- Фіроз Шах Туґхлак (1351—1388)
- Туґлак хан (1388—1389)
- Абу Бакр-шах (1389—1390)

Фіроз Шах Туґхлак

- Насир уд-дін Мухаммад-шах III (1390—1394)
- Махмуд Насир уд-дін (1394—1413)
- Нусрат-шах

#### Династія Сайїд(1414—1451)
- Хізр (1414—1421)
- Мубарік II (1421—1434)
- Мухамед IV (1434—1445)
- Алем I (1445—1451)

#### Династія Лоді(1451—1526)
- Бахлул Хан Лоді (1451—1489)
- Сікандар Лоді (1489—1517)
- Ібрагім Лоді (1517—1526), зазнав поразки від Бабура

### Бахмані(1347—1527)
- Ала уд-дін Бахман Шах (1347—1358), заснував свою столицю у місті Гулбарга
- Мухаммед Шах I (1358—1375)
- Ала уд-дін Муджахід Шах (1375—1378)
- Дауд Шах I (1378)
- Мухаммед Шах II (1378—1397)
- Гіяс уд-дін Тахматан Шах (1397)
- Шамс уд-дін Дауд Шах II (1397)
- Тадж уд-дін Фероз Шах (1397—1422)
- Шахаб уд-дін Ахмад Шах I (1422—1435), заснував столицю у Бідарі
- Ала уд-дін Ахмад Шах II (1436—1458)
- Ала уд-дін Гумаюн Шах (1458—1461)
- Нізам уд-дін Ахмад Шах III (1461—1463)
- Шамс уд-дін Мухаммед Шах III (1463—1482)
- Махмуд Шах (1482—1518)
- Ахмад Шах IV (1518—1521)
- Ала уд-дін Шах (1521—1522)
- Валіулла Шах (1522—1524)
- Калімулла Шах (1524—1527)

### Малавський султанат(1392—1562)

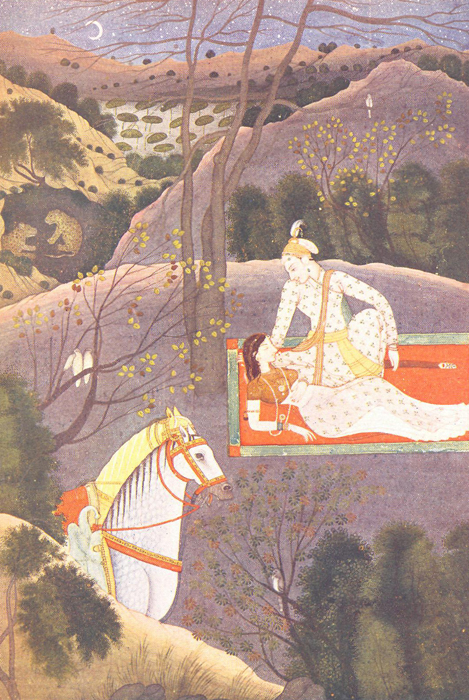
Баз Багадур і Рупаматі

#### Гхорі (1390—1436)
- Ділавар Хан Хусейн (1390—1405)
- Альп Хан Хушанг (1405—1435)
- Газні Хан Мухаммед (1435—1436)
- Масуд Хан (1436)

#### Хілджі (1436—1535)
- Махмуд Шах I (1436—1469)
- Гіят Шах (1469—1500)
- Наср Шах (1500—1511)
- Махмуд Шах II (1511—1530)

#### Кадиріди (1535—1555)
- Кадир Шах (1535—1542)

#### Шаджаатиди (1555—1562)
- Шаджаат Хан (1555)
- Баз Багадур (1555—1562)

## Ахомська династія(1228—1826)

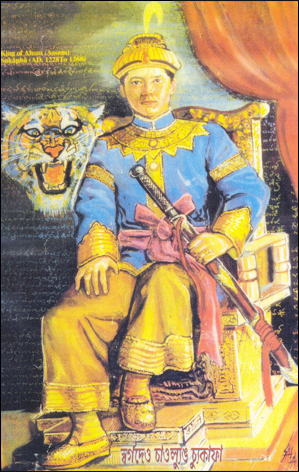
Секафа

- Секафа (1228—1268)
- Сетефа (1268—1281)
- Субінфаа (1281—1293)
- Секаангфа (1293—1332)
- Секрамфа (1332—1364)
- Міжцарство (1364—1369)
- Сутуфа (1369—1376)
- Міжцарство (1376—1380)
- Тіао Хамті (1380—1389)
- Міжцарство (1389—1397)
- Судангфа (1397—1407)
- Суджангфа (1407—1422)
- Сефакфа (1422—1439)
- Сусенфа (1439—1488)
- Сухенфа (1488—1493)
- Супімфа (1493—1497)
- Сухунгмунг (1497—1539)
- Секленмунг (1539—1552)
- Сукхаамфа (1552—1603)
- Сусенгфаа (1603—1641)
- Сурамфаа (1641—1644)
- Сутінгфаа (1644—1648)
- Сутамла (1648—1663)
- Супангмунг (1663—1670)
- Сунятфа (1670—1672)
- Сукламфаа (1672—1674)
- Сухунга (1674—1675)
- Гобар (1675—1675)
- Суджінфаа (1675—1677)
- Судоїфаа (1677—1679)
- Сулікфаа (1679—1681)
- Супаатфаа (1681—1696)
- Сукрунгфаа (1696—1714)
- Сутанфаа (1714—1744)
- Суненфаа (1744—1751)
- Суремфаа (1751—1769)
- Синеофаа (1769—1780)
- Сухітпангфаа (1780—1795)
- Суклінгфаа (1795—1811)
- Судінгфаа (1811—1818)
- Пурандар Сінгха (1818—1819)
- Судінгфаа (1819—1821)
- Джогешвар Сінгха (1821—1822)
- Пурандар Сінгха (1833—1838)

## Династія Редді(1325—1448)
| - Пролая Вема Редді (1325—1335) - Анатова Редді (1335—1364) - Анавема Редді (1364—1386) - Кумарагірі Редді (1386—1402) | - Катая Веса Редді (1395—1414) - Аллада Редді (1414—1423) - Веєрабхадра Редді (1423—1448) |

## Віджаянагарська імперія(1336—1646)

### Династія Сангама(1336—1487)
| - Харіхара I (1336—1343) - Букка I (1343—1379) - Харіхара II (1379—1399) - Букка II (1399—1406) - Деварая I (1406—1412) | - Віра Віджая (1412—1419) - Деварая II Сангама (1419—1444) - Невідомий (1444—1449) - Маллікарджуна (1452—1465) - Раджасекхара (1468—1469) | - Вірупакша I (1470—1471) - Праудха Дева Рая (1476–?) - Раджасекхара (1479—1480) - Вірупакша II (1483—1484) - Раджасекхарак (1486—1487) |

### Династія Салува(1490—1567)
- Нарасімха (1490—1503)
- Нарасара (1503—1509)
- Ак'юта (1530—1542)
- Садасіва (1542—1567)

### Династія Тулува(1542—1614)
| - Крішнадеврая - Рама (1542—1565) - Тірумала (1565—1567) | - Тірумала (1567—1575) - Ранга II (1575—1586) - Венката I (1586—1614) |

## ПравителіМайсуру/Худабада (1399—1950)

### Династія Вадіяр(перше правління, 1399—1761)
- Ядурая (1399—1423)

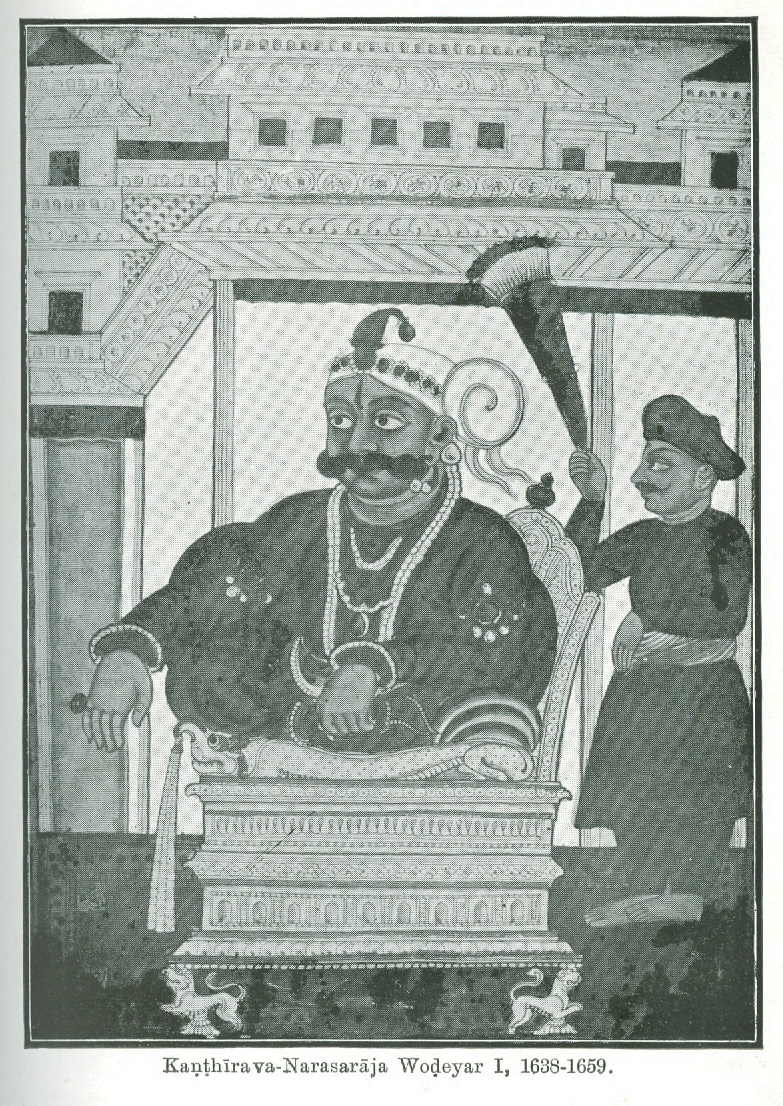
Кантірава Нарасараджа

- Хірія Беттада Камараджа Вадіяр I (1423—1459)
- Тіммараджа Вадіяр I (1459—1478)
- Хірія Камараджа Вадіяр II (1478—1513)
- Хірія Беттада Камараджа Вадіяр III (1513—1553)
- Тіммараджа Вадіяр II (1553—1572)
- Бола Камараджа Вадіяр IV (1572—1576)
- Беттада Девараджа Вадіяр (1576—1578)
- Раджа Вадіяр I (1578—1617)
- Камараджа Вадіяр V (1617—1637)
- Раджа Вадіяр II (1637—1638)
- (Ранадхіра) Кантірава Нарасараджа Вадіяр I (1638—1659)
- Додда Девараджа Вадіяр (1659—1673)
- Чікка Девараджа Вадіяр (1673—1704)
- Кантірава Нарасараджа Вадіяр II (1704—1714)
- Додда Крішнараджа Вадіяр I (1714—1732)
- Камараджа Вадіяр VI (1732—1734)
- (Іммаді) Крішнараджа Вадіяр II (1734—1766), був васалом Гайдара Алі від 1761
- Нанаджараджа Вадіяр (1766—1772), був васалом Гайдара Алі
- Беттада Камараджа Вадіяр VII (1772—1776), Був васалом Гайдара Алі
- Кхаса Камараджа Вадіяр VIII (1776—1796), був васалом Гайдара Алі до 1782, потім — Тіпу Султана

### Династія Гайдара Алі (1761—1799)
| Ім'я                           | Роки правління | Зображення | Коментар |
| ------------------------------ | -------------- | ---------- | --- |
| Гайдар Алі                     | 1761–1782      |            | Мусульманський військовик, султан Майсура. Бився проти британців та нізамів Хайдарабаду під час першої з чотирьох англо-майсурських війн                                                                                           |
| Тіпу Султан (Майсурський Тигр) | 1782–1799      |            | Син попереднього, вважається найвеличнішим правителем Майсура, воював проти британців, маратх та ні замів Хайдарабаду у 3-й англо-майсурській війні (було вперше застосовано залізні ракети), став союзником Франції й утратив все |

### Династія Вадіяр(друге правління, 1799—1950)
| Ім'я                                     | Роки правління | Зображення | Коментар                                                    |
| ---------------------------------------- | -------------- | ---------- | ----------------------------------------------------------- |
| Крішнараджа Вадіяр III                   | 1799–1868      |            |                                                             |
| Камараджендра Вадіяр X                   | 1868–1894      |            |                                                             |
| Кемпа Нанджаммані Вані Віласа Саннідхана | 1894–1902      |            | Дружина попереднього. Регентка при своєму малолітньому сині |
| Крішна Раджа Вадіяр IV                   | 1894–1940      |            | Син Камараджендри Вадіяра X та попередньої                  |
| Джаякамараджа Вадіяр                     | 1940–1950      |            |                                                             |

## Гаджапатське царство(1434—1541)
- Капілендра Дева (1434–67)
- Пурушоттама Дева (1467–97)
- Пратапарудра Дева (1497—1540)
- Калуа Дева (1540–41)
- Какаруа Дева (1541)

## Кочійське царство(1503—1964)
- Унніраман Коїкал I (?–1503)
- Унніраман Коїкал II (1503—1537)
- Веєра Керала Варма (1537—1565)
- Кешава Рама Варма (1565—1601)
- Веєра Керала Варма (1601—1615)
- Раві Варма I (1615—1624)
- Веєра Керала Варма (1624—1637)
- Годаварма (1637—1645)
- Веєрараїра Варма (1645—1646)
- Веєра Керала Варма (1646—1650)
- Рама Варма I (1650—1656)
- Рані Гангадаралакшмі (1656—1658)
- Рама Варма II (1658—1662)
- Года Варма (1662—1663)
- Веєра Керала Варма (1663—1687)
- Рама Варма III (1687—1693)
- Раві Варма II (1693—1697)
- Рама Варма IV (1697—1701)
- Рама Варма V (1701—1721)
- Раві Варма III (1721—1731)
- Рама Варма VI (1731—1746)
- Веєра Керала Варма I (1746—1749)
- Рама Варма VII (1749—1760)
- Веєра Керала Варма II (1760—1775)
- Рама Варма VIII (1775—1790)

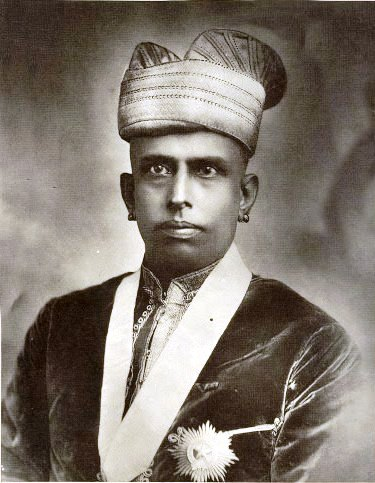
Рама Варма XV

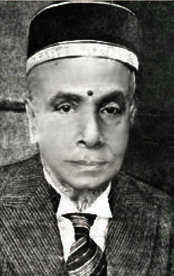
Рама Варма XVIII

- Шактан Тампуран (Рама Варма IX) (1790—1805)
- Рама Варма X (1805—1809)
- Веєра Керала Варма III (1809—1828)
- Рама Варма XI (1828—1837)
- Рама Варма XII (1837—1844)
- Рама Варма XIII (1844—1851)
- Веєра Керала Варма IV (1851—1853)
- Раві Варма IV (1853—1864)
- Рама Варма XIV (1864—1888)
- Керала Варма V (1888—1895)
- Рама Варма XV (1895—1914)
- Рама Варма XVI (1915—1932)
- Рама Варма XVII (1932—1941)
- Керала Варма VI (1941—1943)
- Раві Варма V (1943—1946)
- Керала Варма VII (1946—1948)
- Рама Варма XVIII (1948—1964)

## Імперія Великих Моголів(1526—1857)
| Ім'я                                         | Роки правління | Зображення | Коментар |
| -------------------------------------------- | -------------- | ---------- | --- |
| Захіреддін Мухаммед Бабур                    | 1526–1530      |            | Нащадок Тамерлана, син правителя Фергани Омар-шейха. Засновник Імперії Великих Моголів                                                                                             |
| Насір-уд-дін Мухаммад Хумаюн                 | 1530–1540      |            | Син попереднього. Тимчасово втратив свою імперію, зазнавши поразки від афганського полководця Шер-шаха. Відновив свою владу після перемоги над Аділ Шахом Сурі 1556 року           |
| Джелаль-ад-Дін Мухаммад Акбар                | 1556–1605      |            | Онук Бабура. Був видатним державним діячем, допитливою, хоч і неграмотною людиною, мав прекрасну пам'ять, був сміливим та здібним воєначальником                                   |
| Нур-ад-Дін Мухаммад Джаханґір                | 1605–1627      |            | Син попереднього. Був талановитим художником, підтримував митців |
| Шіхаб-ад-Дін Шах Джахан                      | 1627–1657      |            | Син попереднього. За його правління було збудовано Тадж Махал |
| Абул Музаффар Муні-уд-дін Мухаммад Аурангзеб | 1658–1707      |            | Син попереднього. У боротьбі за престол знищив своїх братів та заарештував батька, який помер у в'язниці за 8 років. За часів його правління імперія сягнула піку своєї могутності |
| Мухаммад Азам Шах                            | 1707           |            | Син попереднього |
| Бахадур-шах I                                | 1707–1712      |            | Син Аурангзеба. Останній з правителів, кого можна впевнено назвати Великим Моголом, за його наступників держава почала втрачати свій вплив                                         |
| Джахандар-шах                                | 1712–1713      |            | Син попереднього. Імперією фактично керувала його дружина, колишня танцівниця Лал Кунвар                                                                                           |
| Фарук-сіяр                                   | 1713–1719      |            | Онук Бахадур-шаха |
| Рафі-уд-Дарджат                              | 1719           |            | Онук Бахадур-шаха |
| Шах Джахан II                                | 1719           |            | |
| Мухаммад Шах                                 | 1719–1748      |            | |
| Ахмад-шах Бахадур                            | 1748–1754      |            | |
| Аламґір II                                   | 1754–1759      |            | Його правління відзначилось остаточним занепадом військової та політичної міці імперії, а також впливу династії                                                                    |
| Шах Джахан III                               | 1760           |            | |
| Шах Алам II                                  | 1759–1806      |            | За його правління імперія потрапила під вплив Британської Ост-Індської компанії |
| Акбар Шах II                                 | 1806–1837      |            | Син попереднього |
| Бахадур Шах Зафар                            | 1837–1857      |            | Останній імператор Великих Моголів. Був поетом, складав газелі |

## Раджпути

### Мевар(Сесодія)

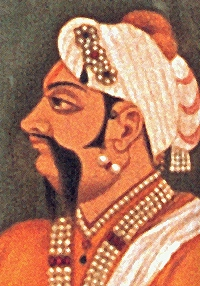
Малдева Ратхор

- Хаммір Сінгх (1326—1364)
- Кшетра Сінгх (1364—1382)
- Лакха Сінгх (1382—1421)
- Мокал Сінгх (1421—1433)
- Рана Кумба (1433—1468)
- Удаї Сінгх I (1468—1473)
- Рана Раймал (1473—1508)
- Рана Санга (1508—1527)
- Ратан Сінгх II (1528—1531)
- Вікрамадітья Сінгх (1531—1536)
- Ванвір Сінгх (1536—1540)
- Удаї Сінгх II (1540—1572)
- Магарана Пратап (1572—1597)
- Амар Сінгх I (1597—1620)
- Каран Сінгх II (1620—1628)
- Джагат Сінгх I (1628—1652)
- Радж Сінгх I (1652—1680)
- Джай Сінгх (1680—1698)
- Амар Сінгх II (1698—1710)
- Санграм Сінгх II (1710—1734)
- Джагат Сінгх II (1734—1751)
- Пратап Сінгх II (1751—1754)
- Радж Сінгх II (1754—1762)
- Арі Сінгх II (1762—1772)
- Хамір Сінгх II (1772—1778)
- Бхім Сінгх (1778—1828)
- Джаван Сінгх (1828—1838)
- Шамбу Сінгх (1861—1874)
- Саджан Сінгх (1874—1884)
- Фатех Сінгх (1884—1930)
- Бхупал Сінгх

### Ратхор
- Малдева Ратхор (1532—1562)

## Суріди(1540—1555)
| Ім'я               | Роки правління | Зображення | Коментар                                                   |
| ------------------ | -------------- | ---------- | ---------------------------------------------------------- |
| Шер Шах Сурі       | 1540–1545      |            | Афганський воєначальник. Первинно служив імператору Бабуру |
| Іслам Шах Сурі     | 1545–1554      |            | Син попереднього                                           |
| Фіруз Шах Сурі     | 1554           |            | Син попереднього                                           |
| Мухаммад Аділь Шах | 1554–1555      |            |                                                            |
| Ібрагім Шах Сурі   | 1555           |            | Син попереднього                                           |
| Сікандар Шах Сурі  | 1555           |            |                                                            |
| Аділь Шах Сурі     | 1555–1556      |            |                                                            |

## Чоґ'ялиСіккімутаЛадакху(1642—1975)
| Ім'я                   | Роки правління | Коментар |
| ---------------------- | -------------- | --- |
| Пхунцоґ Намґ'ял        | 1642–1670      | Вступив на трон і був проголошений першим чоґ'ялом Сіккіму. Встановив столицю в Юксомі |
| Тенсунґ Намґ'ял        | 1670–1700      | Переніс столицю з Юксома до Рабденце |
| Чакдор Намґ'ял         | 1700–1717      | Зведена сестра Чакдора спробувала скинути його. Чакдор біг до Лхаси й повернув владу за допомогою тибетців |
| Ґ'юрмед Намґ'ял        | 1717–1734      | За його правління почались часті набіги непальців на Сіккім |
| Пхунцоґ Намґ'ял II     | 1734–1780      | Непал захопив та зруйнував столицю Сіккіму Рабденце |
| Тенцзін Намґ'ял        | 1780–1793      | Чоґ'ял утік до Тибету й помер у вигнанні |
| Цудпхуд Намґ'ял        | 1793–1863      | Переніс столицю з Рабденце до Тумлонґа. Уклав договір між Сіккімом та Британською Індією, за яким території, раніше захоплені Непалом, були повернуті Сіккіму. 1835 року сіккімський округ Дарджилінг був «подарований» Британській Індії, а між країнами зросла напруженість |
| Сідеконґ Намґ'ял       | 1863–1874      | |
| Тхутоб Намґ'ял         | 1874–1914      | У 1889 році Клод Вайт був призначений політичним посланцем у Сіккімі. 1894 року столиця була перенесена з Тумлонґа до Ґанґтока. |
| Сідеконґ Намґ'ял II    | 1914           | |
| Таші Намґ'ял           | 1914–1963      | 1950 року підписав договір з Індією про протекторат над Сіккімом. |
| Палден Тхондуп Намґ'ял | 1963–1975      | Був непопулярним серед населення. Був змушений зректись престолу після проведеного референдуму. Був одружений з громадянкою США Гоуп Кук. Помер 1982 року |
| Ванґчук Намґ'ял        |                | Спадкоємець трону, ніколи не правив |

## Імперія Маратха(1674—1818)

### Шиваджі
| Ім'я                        | Роки правління | Зображення | Коментар                                                                                 |
| --------------------------- | -------------- | ---------- | ---------------------------------------------------------------------------------------- |
| Чатрапатті Шиваджі Магарадж | 1674–1680      |            | Засновник імперії                                                                        |
| Самбхаджі                   | 1680–1688      |            | Син попереднього. Його правління позначилось напруженими відносинами з Великими Моголами |
| Раджарам                    | 1688–1700      |            | Молодший син Шиваджі. Втратив більшу частину своєї держави                               |
| Тара Баї                    | 1700–1707      |            | Вдова попереднього                                                                       |
| Шиваджі II                  | 1700–1714      |            | Перший з правителів Колхапура                                                            |

Імперія була розділена між двома гілками династії Шиваджі.

### БхонслечатрапатіКолхапура(1700—1947)
| - Шиваджі II (1700—1714) - Самбхаджі II (1714—1760) - Раджмата Джіджібай (1760—1773) — регентка (дружина Шиваджі II) - Раджмата Дургабай (1773—1779) — регентка (молодша дружина Шиваджі II) - Шаху Шиваджі II (1762—1813) - Самбхаджі III (1813—1821) | - Шиваджі III (1821—1822) (рада регентів) - Шахаджі I (1822—1838) - Шиваджі IV (1838—1866) - Раджарам I (1866—1870) - Рада регентів (1870—1894) - Шиваджі V (1871—1883) | - Раджарші Шаху IV (1884—1922) - Раджарам II (1922—1940) - Індуматі Тарабай, регентка (1940—1947), вдова Раджарама II - Шиваджі VI (1941—1946) - Шахаджі II (1947) |

### Бхонсле чатрапатіСатари(1707—1848)

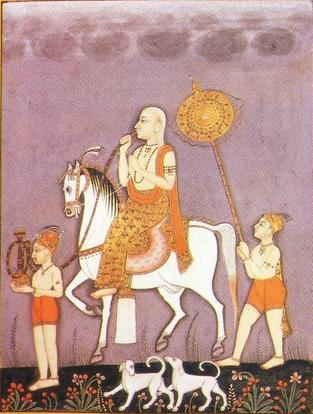
Шахуджі

- Шахуджі (1708—1749)
- Раджарам II (1749—1777)
- Шаху II (1777—1808)
- Пратапсінх (1808—1839)
- Шахаджі III (1839—1848)

### Пешва(1713—1858)
Формально, вони монархами не були, а фактично були спадковими прем'єр-міністрами.
| Ім'я              | Роки правління | Зображення | Коментар                                                                                        |
| ----------------- | -------------- | ---------- | ----------------------------------------------------------------------------------------------- |
| Баладжі Вішванатх | 1713–1720      |            | Здібний політик і дипломат, глава уряду імперії Маратха. Зробив свою посаду спадковою           |
| Баджі Рао I       | 1720–1740      |            | За часів його правління пешва фактично стали володарями Маратхи                                 |
| Баладжі Баджі Рао | 1740–1761      |            |                                                                                                 |
| Мадхав Рао I      | 1761–1772      |            | Син попереднього                                                                                |
| Нараян Рао        | 1772–1773      |            | Молодший брат попереднього. Був убитий в результаті змови свого дядька й регента Раґханатха Рао |
| Раґханатх Рао     | 1773–1774      |            | Дядько попереднього                                                                             |
| Мадхав Рао II     | 1774–1795      |            | Не мав реальної влади. Покінчив життя самогубством у віці 21 року                               |
| Баджі Рао II      | 1796–1818      |            | Останній пешва держави Маратхів                                                                 |
| Нана Сагіб        | 1857–1858      |            | Один з лідерів повстання сипаїв                                                                 |

### Бхонсле магараджіТханджавура(1674—1855)
- Екоджі I
- Шахуджі I
- Серфоджі I
- Туккоджі
- Екоджі II
- Суджана Бай
- Шахуджі II
- Пратапсінгх (1737—1763)
- Тулджаджі II (1763—1787)

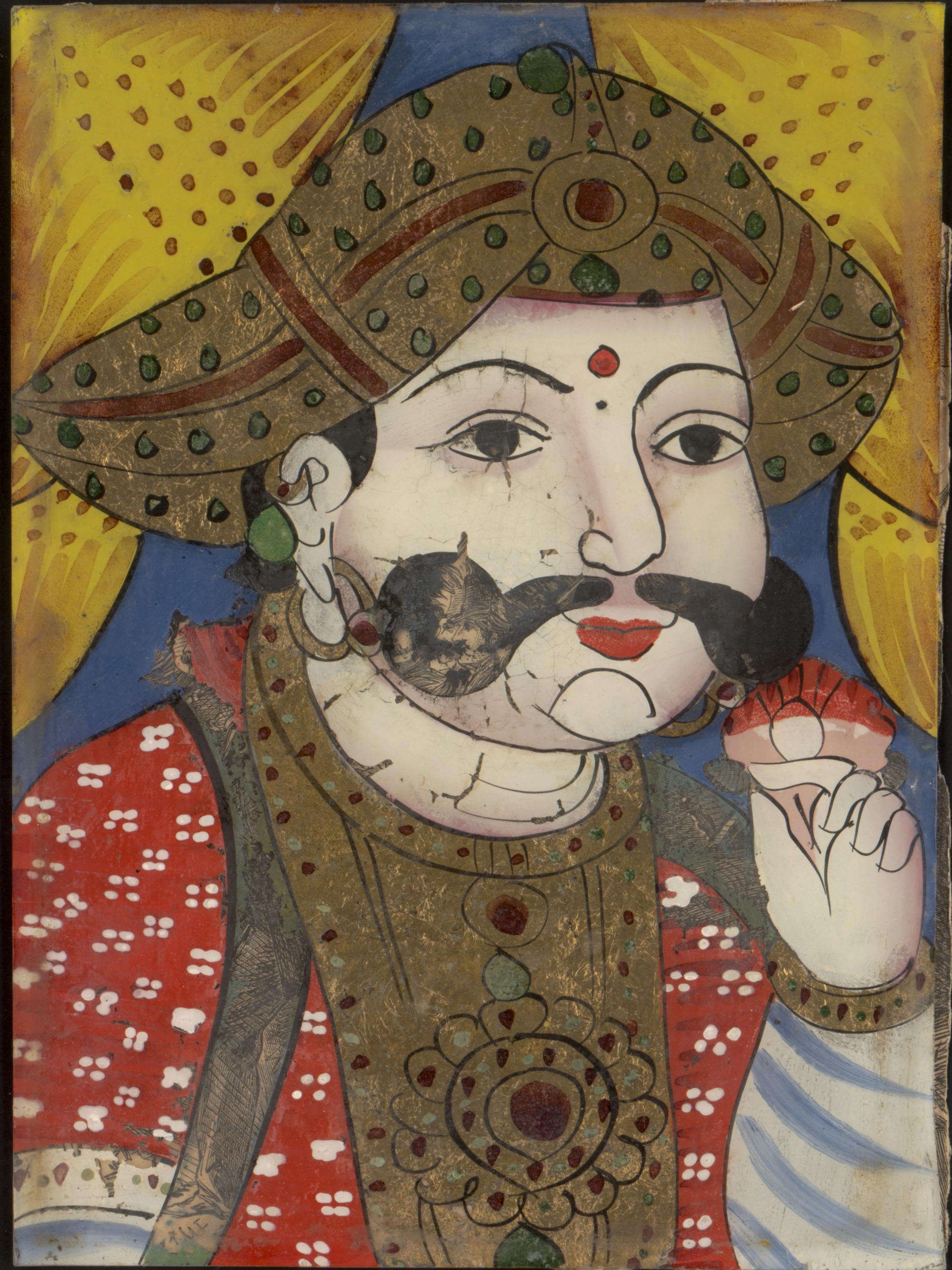
Серфоджі I

- Серфоджі II (1787—1793; 1798—1832)
- Рамасвамі Амарасімха (1793—1798)
- Шиваджі (1832—1855)

### Бхонсле магараджіНаґпура(1799—1853)

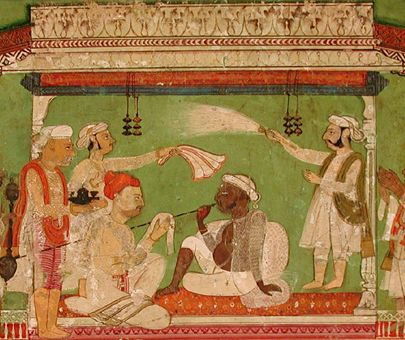
Раґходжі II

- Раґходжі I (1738—1755)
- Джаноджі (1755—1772)
- Сабаджі (1772—1775)
- Мудходжі I (1775—1788)
- Раґходжі II (1788—1816)
- Парсоджі (1816—1817)
- Мудходжі II (1816—1818)
- Раґходжі III (1818—1853)

### Холкари(правителіІндора) (1731—1948)

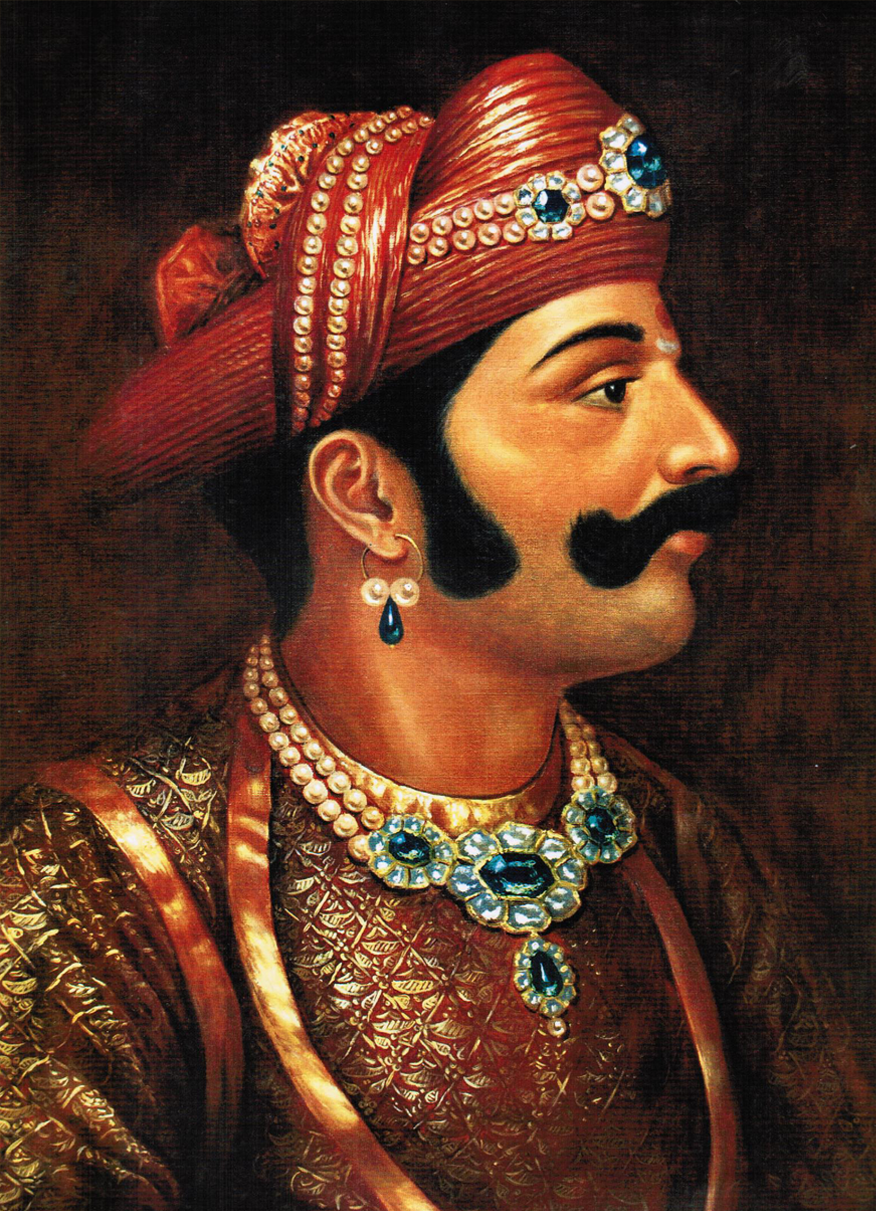
Малхар Рао I

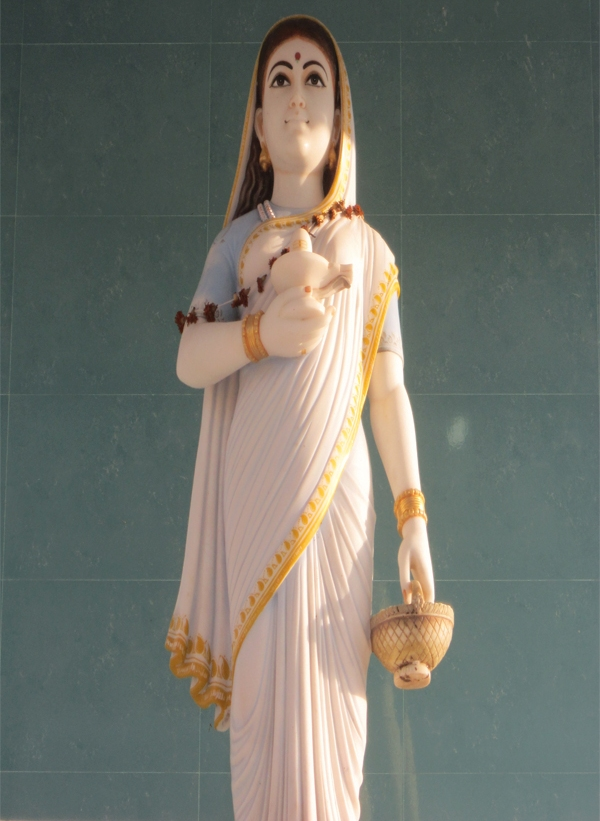
Ахіл'я Баї

- Малхар Рао I (1731—1766)
- Малхар Рао II (1766—1767)
- Ахіл'я Баї (1767—1795)
- Тукоджі Рао I (1795—1797)
- Каші Рао (1797—1798)
- Ясвант Рао I (1798—1811)
- Малхар Рао III (1811—1833)
- Мартанд Рао (1834—1834)
- Харі Рао (1834—1843)
- Кланде Рао (1843—1844)
- Тукоджі Рао II (1844—1886)
- Шиваджі Рао (1886—1903)
- Тукоджі Рао III (1903—1926)
- Ясвант Рао II (1926—1961)

### Скіндії, правителіГваліора(1731—1948)
- Раноджі Скіндія (1731—1745)

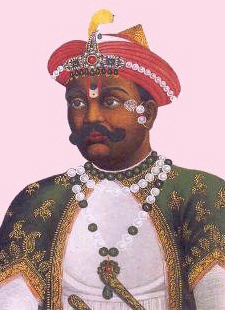
Махаджі Скіндія

- Джаяппаджі Рао Скіндія (1745—1755)
- Джанкоджі Рао I Скіндія (1755—1761)
- Мегарбан Даттаджі Рао Скіндія, регент (1755—1760)
- Міжцарство (1761—1763)
- Кедарджі Рао Скіндія (1763—1764)
- Манаджі Рао Скіндія (1764—1768)
- Махаджі Скіндія (1768—1794)
- Даулат Рао Скіндія (1794—1827)
- Джанкоджі Рао II Скіндія (1827—1843)
- Джаяджі Рао Скіндія (1843—1886)
- Мадхо Рао Скіндія (1886—1925)
- Джордже Джіваджі Рао Скіндія (1925—1956)

Після здобуття Індією незалежності 1947 року держава увійшла до складу Індійського Союзу.

### Гайквади, правителіВадодари(1721—1947)
- Піладжі Рао Гайквад (1721—1732)
- Дамаджі Рао Гайквад (1732—1768)
- Говінд Рао Гайквад (1768—1771)
- Саяджі Рао Гайквад I (1771—1789)
- Манаджі Рао Гайквад (1789—1793)

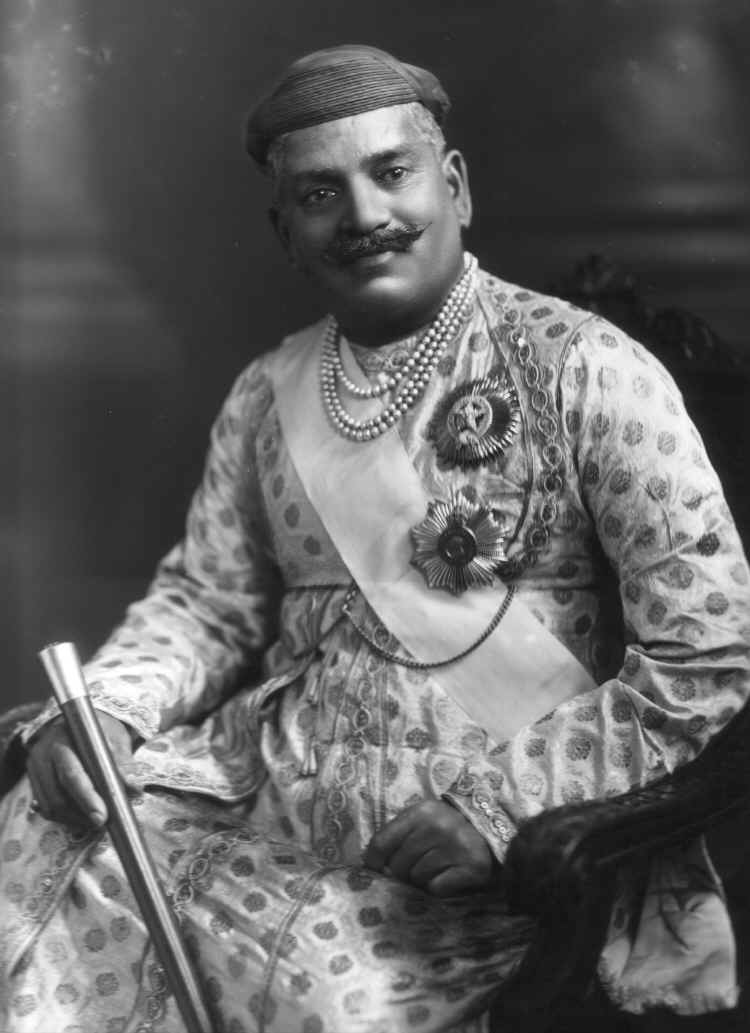
Саяджі Рао Гайквад III

- Говінд Рао Гайквад (відновлений) (1793—1800)
- Ананд Рао Гайквад (1800—1819)
- Саяджі Рао Гайквад II (1819—1847)
- Ганпат Рао Гайквад (1847—1856)
- Кханде Рао Гайквад (1856—1870)
- Малхар Рао Гайквад (1870—1875)
- Саяджі Рао Гайквад III (1875—1939)
- Пратап Сінгх Гайквад (1939—1951)

## Деканські султанати

### Аділ-шахи(1490—1686)

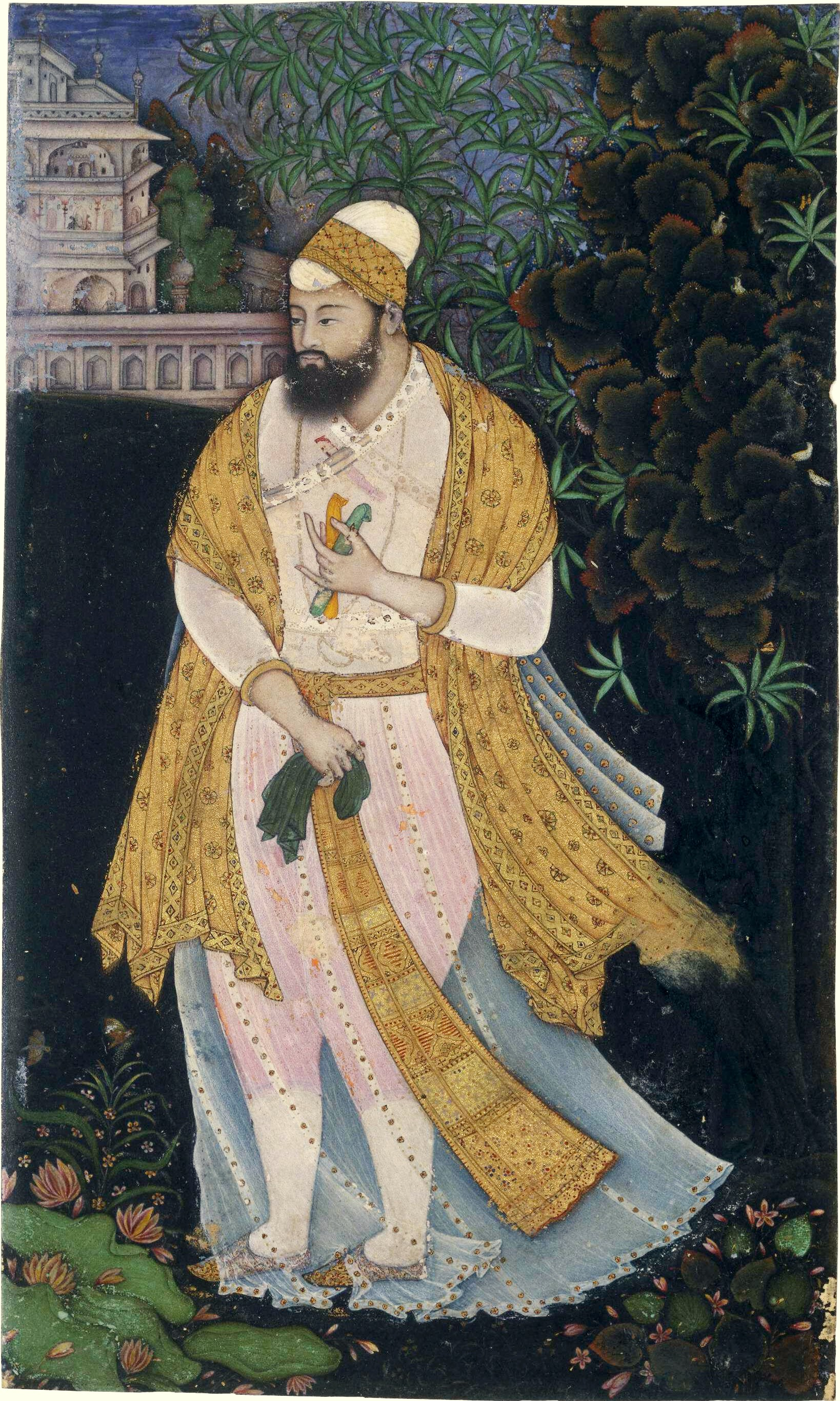
Ібрагім ІІ Аділ-шах

- Юсуф Аділ-шах (1490—1511)
- Ісмаїл Аділ-шах (1511—1534)
- Маллу Аділ-шах (1534)
- Ібрагім Аділ-шах I (1534—1558)
- Алі Аділ-шах I (1558—1579)
- Ібрагім Аділ-шах II (1580—1627)
- Мухаммад Аділ-шах (1627—1657)
- Алі Аділ-шах II (1657—1672)
- Сікандар Аділ-шах (1672—1686)

### Нізам-шахи(1490—1636)

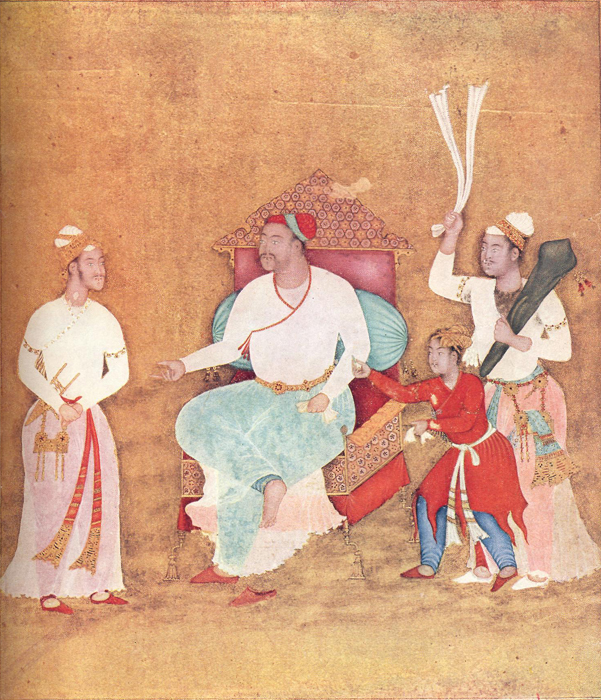
Бурхан Нізам-шах II

- Малік Ахмад Нізам-шах I (1490—1510)
- Бурхан-шах I (1510—1553)
- Хуссейн Нізам-шах I (1553—1565)
- Муртаза Нізам-шах (1565—1588)
- Міран Нізам Хуссейн (1588—1589)
- Ісмаїл Нізам-шах (1589—1591)
- Бурхан Нізам-шах II (1591—1595)
- Ібрагім Нізам-шах (1595—1596)
- Ахмад Нізам-шах II (1596)
- Багадур Нізам-шах (1596—1600)
- Муртаза Нізам-шах II (1600—1610)
- Бурхан Нізам-шах III (1610—1631)
- Хуссейн Нізам-шах II (1631—1633)
- Муртаза Нізам-шах III (1633—1636)[55]

### Берарський султанат(1490—1572)
- Фатхулла Імад-уль-Малк (1490—1504)
- Ала-уд-дін Імад-шах (1504—1530)
- Даріа Імад-шах (1530—1562)
- Бурхан Імад-шах (1562—1574)
- Туфал-хан (узурпатор) 1574

### Бідарський султанат(1492—1619)
| - Касім Барід I (1492—1504) - Амір Барід I (1504—1542) - Алі Барід-шах (1542—1580) - Ібрагім Барід-шах (1580—1587) | - Касім Барід-шах II (1587—1591) - Алі Барід-шах II (1591) - Амір Барід-шах II (1591—1600) - Мірза Алі Барід-шах III (1600—1609) - Амір Барід-шах III (1609—1619) |

### Султанат Голконда(1518—1687)
- Султан Кулі Кутб-шах (1518—1543)
- Джамшід Кулі Кутб-шах (1543—1550)
- Субхан Кулі Кутб-шах (1550)
- Ібрагім Кулі Кутб-шах (1550—1580)

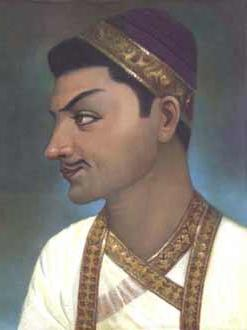
Мухаммад Кулі Кутб-шах

- Мухаммад Кулі Кутб-шах (1580—1612)
- Мухаммад Кутб-шах (1612—1626)
- Абдулла Кутб-шах (1626—1672)
- Абуль Хасан Кутб-шах (1672—1687)[56]

## Головні мусульманські васали Моголів (1707—1856)

### Наваби Бенгалії(1707—1770)
| Ім'я                      | Роки правління | Зображення | Коментар |
| ------------------------- | -------------- | ---------- | --- |
| Муршид Кулі-хан           | 1707–1727      |            | У дитинстві був проданий моголам, після чого зробив блискучу державну кар'єру                                  |
| Шуджа-уд-дін Мухаммад-хан | 1727–1739      |            | Зять попереднього                                                                                              |
| Сарфараз-хан              | 1739–1740      |            | Онук Муршида Кулі-хана                                                                                         |
| Аліварді-хан              | 1740–1756      |            | Придушив повстання афганців, які намагались захопити Біхар                                                     |
| Сірадж-уд-Даула           | 1756–1757      |            | Остерігаючись посилення у Бенгалії впливу англійців, здійснив напад на Форт-Вільям у Калькутті та захопив його |
| Мір Джафар                | 1757–1760      |            | Був першим навабом Бенгалії, який мав підтримку Британської Ост-Індської компанії                              |
| Мір Касім                 | 1760–1763      |            | |
| Мір Джафар                | 1763–1765      |            | Відновлений на престолі                                                                                        |
| Наджмуддін Алі-хан        | 1765–1766      |            | Син попереднього                                                                                               |
| Наджабат Алі-хан          | 1766–1770      |            | Син Мір Джафара. Правив за регентства своєї матері                                                             |

### НавабиАуду(1719—1858)
| Ім'я                    | Роки правління | Зображення | Коментар |
| ----------------------- | -------------- | ---------- | --- |
| Саадат Алі-хан I        | 1719–1737      |            | Приєднався до вирішальної кампанії імператора Аурангзеба проти маратхів у Декані, за що отримав титул Хан Багадур                                                                       |
| Сафдарджунг             | 1737–1753      |            | Став губернатором Кашміру й центральною постаттю у делійському суді |
| Шуджа ад-Даула          | 1753–1775      |            | Наприкінці правління потрапив у політичну та фінансову залежність від британської Ост-Індійської компанії                                                                               |
| Асаф ад-Даула           | 1775–1797      |            | Переніс столицю своєї держави з Файзабада до Лакхнау, перетворивши останній на справжнє архітектурне диво                                                                               |
| Вазір Алі-хан           | 1797–1798      |            | Втратив владу в результаті перевороту на чолі з його дядьком Саадатом Алі-ханом |
| Саадат Алі-хан II       | 1798–1814      |            | Відвоював трон у свого племінника (попередника) |
| Газі-ад-дін Гайдар-шах  | 1814–1827      |            | 1818 року під впливом Воррена Гастінгса, британського генерал-губернатора, проголосив себе незалежним падишахом Ауду                                                                    |
| Насір-ад-дін Гайдар-шах | 1827–1837      |            | Був любителем жінок і вина, довіряв астрологам |
| Мухаммад Алі-шах        | 1837–1842      |            | Дядько попереднього |
| Амджад Алі-шах          | 1842–1847      |            | Син попереднього |
| Ваджід Алі-шах          | 1847–1856      |            | Його володіння, що тривалий час перебували під покровительством британців, зрештою були захоплені безкровно. Після цього наваб утік до Калькутти                                        |
| Бірджіс Кадра           | 1856–1858      |            | Наваб та його піддані боролись із військовою присутністю британців в Індії, об'єднавшись з іншими монархами та повстанцями. Це стало поштовхом для початку першої війни за незалежність |

### НізамиХайдарабаду(1720—1948)
| Ім'я                            | Роки правління | Зображення | Коментар |
| ------------------------------- | -------------- | ---------- | --- |
| Асаф Джах I                     | 1720–1748      |            | |
| Насір Джанг                     | 1748–1750      |            | Брав участь у другій Карнатікській війні на боці Великих Моголів |
| Мухіеддін Музаффар Джанг Хідаят | 1750–1751      |            | |
| Салабат Джанг                   | 1751–1762      |            | |
| Асаф Джах II                    | 1762–1803      |            | |
| Асаф Джах III                   | 1803–1829      |            | За його правління держава переживала фінансову кризу |
| Асаф Джах IV                    | 1829–1857      |            | Британський контингент вийшов зі складу армії нізама й почав забезпечувати безпеку Хайдарабаду |
| Асаф Джах V                     | 1857–1869      |            | |
| Асаф Джах VI                    | 1869–1911      |            | Заборонив обряд саті, започаткував поліцію та пенітенціарну службу, провів законодавчу реформу, ухваливши конституцію. За його правління значно покращилось медичне обслуговування населення        |
| Асаф Джах VII                   | 1911–1948      |            | За його правління у князівстві з'явилась електрика, залізниця та авіасполучення. Заснував власний банк, держава мала свою валюту. В результаті селянського повстання був змушений зректись престолу |

## ЦарствоТраванкор(1729—1947)
| Ім'я                          | Роки правління | Зображення | Коментар                                                                      |
| ----------------------------- | -------------- | ---------- | ----------------------------------------------------------------------------- |
| Мартанда Варма                | 1729–1758      |            | Сформував регулярну армію близько 50 000 осіб                                 |
| Дхарма Раджа                  | 1758–1798      |            | Об'єднав усі території, які надбав його попередник, під єдиним управлінням    |
| Баларама Варма                | 1798–1810      |            | Часи його правління позначились значними внутрішніми та зовнішніми проблемами |
| Говрі Лакшмі Баї              | 1810–1815      |            | Єдина жінка — цариця Траванкору                                               |
| Говрі Парваті Баї             | 1815–1829      |            | Регентка, сестра попередньої                                                  |
| Сваті Тірунал Рама Варма      | 1829–1846      |            | Був талановитим композитором                                                  |
| Утрам Тірунал Мартанда Варма  | 1846–1860      |            | Відомий своєю прогресивною політикою, скасував у царстві рабство              |
| Аїлам Тірунал                 | 1860–1880      |            | Племінник попереднього                                                        |
| Вісакхам Тірунал              | 1880–1885      |            | Був талановитим художником                                                    |
| Мулам Тірунал                 | 1885–1924      |            | Заснував Законодавчу раду, що стала першою в індійській історії               |
| Сету Лакшмі Баї               | 1924–1931      |            | Регентка                                                                      |
| Чітіра Тірунал Баларама Варма | 1931–1949      |            | Відкрив Університет Керали, збудував міжнародний аеропорт                     |

## Держава Сикхів(1801—1849)
| Ім'я            | Роки правління | Зображення | Коментар                                                              |
| --------------- | -------------- | ---------- | --------------------------------------------------------------------- |
| Ранджит Сінґх   | 1801–1839      |            | Засновник імперії. Був толерантним до різних релігій                  |
| Кхарак Сінґх    | 1839–1840      |            |                                                                       |
| Нау Ніхал Сінґх | 1840           |            |                                                                       |
| Чанд Каур       | 1840–1841      |            | Регентка                                                              |
| Шер Сінґх       | 1841–1843      |            | Був не надто розумним правителем, тому передав усю владу братам Догра |
| Дуліп Сінґх     | 1843–1849      |            | Британська імперія анексувала Пенджаб                                 |

## Британські імператори Індії(1876—1947)
| Ім'я        | Роки правління | Зображення | Коментар |
| ----------- | -------------- | ---------- | --- |
| Вікторія    | 1876–1901      |            | Отримала титул після розформування Індійської компанії. Прокламація відбулася 28 квітня 1876, обіймала посаду з 1 травня того ж року. |
| Едуард VII  | 1901–1910      |            | Син Вікторії, імператор Індії, король домініонів і колоній.                                                                           |
| Георг V     | 1910–1936      |            | Син Едуарда VII, імператор Індії, король Королівств Співдружності та колоній.                                                         |
| Едуард VIII | 1936           |            | Син Георга V, імператор Індії, король Королівств Співдружності та колоній. Відрікся від престолу.                                     |
| Георг VI    | 1936–1947      |            | Син Георга V, імператор Індії (до 1948 р.), король Королівств Співдружності та колоній.                                               |

## Індійський Союз(1947—1950)
- Георг VI, король Індії (1947—1950) зберіг титул імператора Індії до 22 червня 1948 року[88]

## Домініон Пакистан(1947—1956)
- Георг VI, король Пакистану (1947—1952)
- Єлизавета II, королева Пакистану (1952—1956)